# Liste der Baudenkmäler in Memmelsdorf

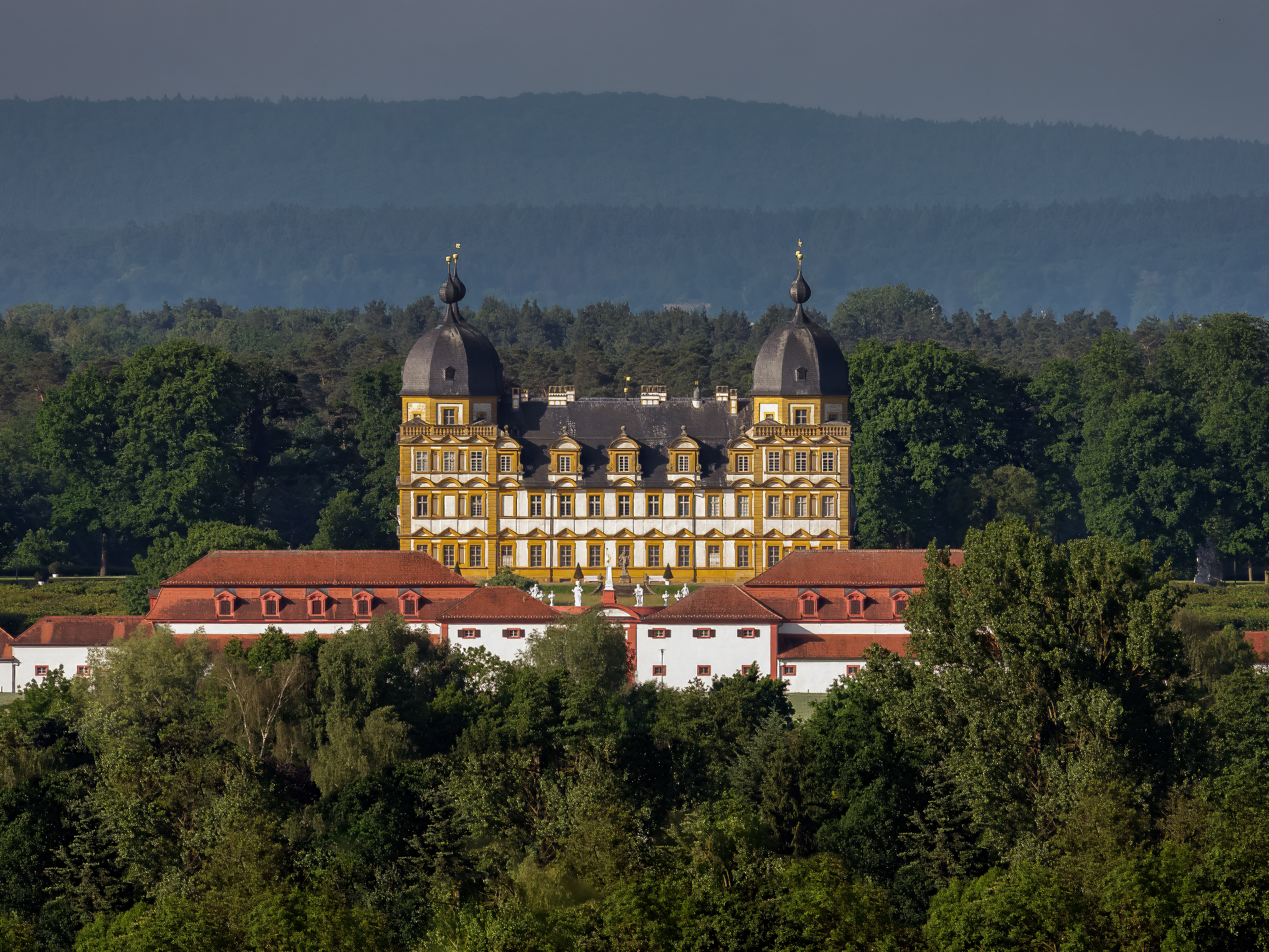
Blick auf Schloss Seehof

Auf dieser Seite sind die Baudenkmäler in der oberfränkischen Gemeinde Memmelsdorf zusammengestellt. Diese Tabelle ist eine Teilliste der Liste der Baudenkmäler in Bayern. Grundlage ist die Bayerische Denkmalliste, die auf Basis des Bayerischen Denkmalschutzgesetzes vom 1. Oktober 1973 erstmals erstellt wurde und seither durch das Bayerische Landesamt für Denkmalpflege geführt wird. Die folgenden Angaben ersetzen nicht die rechtsverbindliche Auskunft der Denkmalschutzbehörde.

## Baudenkmäler nach Gemeindeteilen

### Memmelsdorf
| Lage                                   | Objekt                                    | Beschreibung | Akten-Nr.     | Bild           |
| -------------------------------------- | ----------------------------------------- | --- | ------------- | -------------- |
| Bahnhofstraße 1 (Standort)             | Wohnhaus                                  | Zweigeschossiger Walmdachbau mit Kniestock, verputzt, Sandsteingliederungen, spätklassizistisch, drittes Viertel 19. Jahrhundert, Ladeneinbau im Erdgeschoss | D-4-71-159-1  | weitere Bilder |
| Filzgasse 2 (Standort)                 | Wohnhaus                                  | Zweigeschossiger Walmdachbau, Obergeschoss Fachwerk, 18. Jahrhundert | D-4-71-159-2  | weitere Bilder |
| Filzgasse 15 (Standort)                | Wohnhaus                                  | Zweigeschossiger, giebelständiger Walmdachbau, verputzt, mit Sandsteingliederungen | D-4-71-159-4  | weitere Bilder |
| Filzgasse 15 (Standort)                | Zwei Torpfeiler                           | Mit Vasenaufsätzen, Sandstein; 18. Jahrhundert | D-4-71-159-4  | weitere Bilder |
| Friedhofsplatz 1 (Standort)            | Friedhof                                  | | D-4-71-159-5  | weitere Bilder |
| Friedhofsplatz 1 (Standort)            | Steinkruzifix                             | Auf Sockel, Mitte 18. Jahrhundert, bezeichnet mit „1804“ | D-4-71-159-5  | weitere Bilder |
| Friedhofsplatz 1 (Standort)            | Altarmensa                                | Vor dem Kruzifix, mit Rocailledekor, Werkstatt des Ferdinand Dietz, Mitte 18. Jahrhundert | D-4-71-159-5  | weitere Bilder |
| Friedhofsplatz 1 (Standort)            | Grabstein                                 | Neben der Altarmensa, klassizistisch, Trauernde an Gedenkstein gelehnt, Anfang 19. Jahrhundert | D-4-71-159-5  | weitere Bilder |
| Friedhofsplatz 1 (Standort)            | Grabdenkmal                               | Hinter dem Grabstein, Grabdenkmal der Familie von Zandt und weitere Grabmäler des Historismus, 19. und Anfang 20. Jahrhundert | D-4-71-159-5  | weitere Bilder |
| Friedhofsplatz 1 (Standort)            | Friedhofsmauer                            | An Ostseite mit Segmentbögen | D-4-71-159-5  | weitere Bilder |
| Hauptstraße 7 (Standort)               | Wohnhaus, ehemaliges Gasthaus Ochsenwirt  | Zweigeschossiger, traufständiger Satteldachbau, massiv und verputzt, Sandsteingliederungen, Mitte 19. Jahrhundert | D-4-71-159-6  | weitere Bilder |
| Hauptstraße 15 (Standort)              | Wohnhaus                                  | Zweigeschossiger, traufständiger Satteldachbau, verputzt, mit Sandsteingliederungen, korbbogige Tordurchfahrt, Mitte 19. Jahrhundert | D-4-71-159-7  | weitere Bilder |
| Hauptstraße 19 (Standort)              | Gasthof Drei Kronen                       | Stattlicher, zweigeschossiger Mansardwalmdachbau, verputzt, gequaderte Ecklisenen und profilierte Tür- und Fenstergewände, im Kern 18. Jahrhundert | D-4-71-159-8  | weitere Bilder |
| Hauptstraße 19 (Standort)              | Brauhaus                                  | zweigeschossiger Ziegelbau mit Attika und Erkertürmchen, Satteldach, um 1895 | D-4-71-159-8  | BW             |
| Hauptstraße 23 (Standort)              | Katholische Pfarrkirche Mariä Himmelfahrt | Sandsteinquader, Chorturm im Kern 14./15. Jahrhundert, Spitzhelm und Scharwachttürmchen 1609, Langhaus, 1707 erweitert und weitgehend verändert, abgesetztes Paramentenhaus, Westfassade mit Pilastergliederung und Dreiecksgiebel, Entwurf von Leonhard Dientzenhofer, mit Ausstattung | D-4-71-159-9  | weitere Bilder |
| Bahnhofstraße 2 (Standort)             | Ölberg und Grablegung                     | Vor der Westfront, 1719 von Leonhard Gollwitzer | D-4-71-159-9  | weitere Bilder |
| Hauptstraße 23 (Standort)              | Kirchhof                                  | Mit Sandstein-Ummauerung des 18. Jahrhunderts, Portalanlage mit schmiedeeisernen Gittern und Sandsteinstatuen der Apostel Petrus und Paulus von Ferdinand Tietz | D-4-71-159-9  | weitere Bilder |
| Hauptstraße 23 (Standort)              | Madonnenstatue                            | Im Kirchhof, Sandstein, Mitte 18. Jahrhundert | D-4-71-159-9  | BW             |
| Pödeldorfer Straße 6 (Standort)        | Bauernhaus                                | Giebelständiger Krüppelwalmdachbau, verputzt, Giebel Fachwerk, Ende 18. Jahrhundert | D-4-71-159-11 | weitere Bilder |
| Poststraße 1 (Standort)                | Bauernhaus                                | Eingeschossiger Satteldachbau, massiv und verputzt, gequaderte Eckpilaster, erste Hälfte 19. Jahrhundert | D-4-71-159-12 | weitere Bilder |
| Poststraße 1 (Standort)                | Fachwerkstadel                            | Satteldach, 18. Jahrhundert | D-4-71-159-12 | weitere Bilder |
| Poststraße 3 (Standort)                | Wohnhaus                                  | Zweigeschossiger Massivbau, verputzt, Walmdach und Satteldach, erste Hälfte 18. Jahrhundert | D-4-71-159-13 | weitere Bilder |
| Poststraße 3 (Standort)                | Stadel                                    | Sandstein und Ziegel, Satteldach, 18. Jahrhundert | D-4-71-159-13 | weitere Bilder |
| Poststraße 8; Poststraße 10 (Standort) | Pfarrhaus                                 | Stattlicher, zweigeschossiger Satteldachbau, massiv und verputzt, Geschossgesimse, 17. Jahrhundert, fürstbischöfliches Wappen, bezeichnet mit „1619“ | D-4-71-159-10 | weitere Bilder |

### Drosendorf
| Lage                                                                      | Objekt                                      | Beschreibung | Akten-Nr.     | Bild |
| ------------------------------------------------------------------------- | ------------------------------------------- | --- | ------------- | ---- |
| Am Ruhestein (Standort)                                                   | Kreuzigungsgruppe                           | Altartisch und Skuplturenpodeste der 1981 in die Friedhofskapelle Fasanerie, Memmelsdorf, verbrachten Skulpturen der Kreuzigungsgruppe, vor Ort heute Abgüsse der von Michael Trautmann geschaffenen Skulpturen; siehe auch Friedhof Fasanerie | D-4-71-159-23 | BW   |
| Am Ruhestein, bei der Kreuzigungsgruppe (Standort)                        | Bildstock                                   | Sandstein, korinthische Säule, vierseitiger Aufsatz mit zeltförmiger Bedachung und bekrönendem Eisenkreuz, barock, 18. Jahrhundert | D-4-71-159-24 | BW   |
| Am Ruhestein 10 (Standort)                                                | Kleinbauernhaus, ehemaliger Wohnstallbau    | Eingeschossiger Satteldachbau, Wohnteil Fachwerk mit Resten ursprünglicher Bemalung, zwei Wetterdächer, 18. Jahrhundert | D-4-71-159-14 | BW   |
| Dr.-Ritz-Straße 1 (Standort)                                              | Ehemaliges Schulhaus                        | Zweigeschossiger Walmdachbau mit Kniestock, massiv und verputzt, Dachfenster mit Turmaufsatz, Schieferdeckung, spätklassizistisch, um 1875 | D-4-71-159-16 | BW   |
| Mühlweg 4 (Standort)                                                      | Wohnstallhaus, Wohnteil eines Bauernhauses  | Eingeschossiger Satteldachbau, Fachwerk, große Dachfenster, wohl 18. Jahrhundert | D-4-71-159-15 | BW   |
| Scheßlitzer Straße 11 a (Standort)                                        | Ehemalige Schmiede                          | Eingeschossiger, giebelständiger Sandsteinquaderbau mit Laube, Satteldach und Giebel verschiefert, bezeichnet mit „1881“ | D-4-71-159-62 | BW   |
| Steinig, Ende Leitergasse (Standort)                                      | Bildstock, sogenannte Dreifaltigkeitsmarter | Sandstein, toskanische Säule mit zweiseitigem, volutenförmigem Aufsatz, bezeichnet mit „1754“ | D-4-71-159-27 | BW   |
| Straßäcker, an der Staatsstraße 2190, am östlichen Ortsausgang (Standort) | Bildstock, sogenannte Mühlmarter            | Sandstein, glatte, ionische Säule mit doppeltem Kapitell, vierseitiger Aufsatz mit Muschelabschluss, Steinkugel und Eisenkreuz, bezeichnet mit „1692“                                                                                          | D-4-71-159-25 | BW   |
| Trautmannstraße 2 (Standort)                                              | Ehemalige Mühle                             | Sandsteinquader und Fachwerk, Satteldach, Bauteile aus der ersten Hälfte des 19. Jahrhunderts | D-4-71-159-17 | BW   |
| Trautmannstraße 9 (Standort)                                              | Wohnhaus                                    | Zweigeschossiger, giebelständiger Satteldachbau, verputzt, mit Sandsteingliederungen, 1895 | D-4-71-159-18 | BW   |
| Trautmannstraße 19 (Standort)                                             | Wohnstallhaus                               | Zweigeschossiger Walmdachbau, verputzt, mit Sandsteingliederungen und -rahmungen, um 1860/70 | D-4-71-159-19 | BW   |
| Trautmannstraße 21 (Standort)                                             | Hofanlage                                   | Wohngebäude mit Stadel, traufständiger Satteldachbau, in beiden Geschossen Fachwerk mit Resten der ursprünglichen Farbigkeit Stallgebäude, Obergeschoss Fachwerk, Satteldach Remise, eingeschossiger Holzbau mit Pultdach; 18. Jahrhundert     | D-4-71-159-20 | BW   |
| Trautmannstraße 22 (Standort)                                             | Schmiede                                    | Eingeschossiger Fachwerkbau mit Walmdach, 17./18. Jahrhundert; mit Ausstattung Stadel, Sandsteinquader und Fachwerk, Satteldach, 18. Jahrhundert                                                                                               | D-4-71-159-21 | BW   |
| Trautmannstraße 28 (Standort)                                             | Bauernhaus                                  | Giebelständiger Halbwalmdachbau, Obergeschoss und Giebel Fachwerk, 18. Jahrhundert | D-4-71-159-22 | BW   |
| Nähe Trautmannstraße; in der Dreifaltigkeitskirche (Standort)             | Kruzifix                                    | Holz, Anfang 19. Jahrhundert | D-4-71-159-67 | BW   |

### Kremmeldorf
| Lage                       | Objekt                                 | Beschreibung | Akten-Nr.     | Bild           |
| -------------------------- | -------------------------------------- | --- | ------------- | -------------- |
| Güher Weg (Standort)       | Bildstock                              | Sandstein, zweiseitiger Aufsatz mit abgestufter Bedachung und Steinkreuz, bezeichnet mit „1860“                                                           | D-4-71-159-63 | BW             |
| Kirchweg 2 (Standort)      | Ehemalige Schule                       | Zweigeschossiger Walmdachbau, verputzt, mit Sandsteingliederungen, Mitte 19. Jahrhundert                                                                  | D-4-71-159-32 | BW             |
| Kirchweg 4 (Standort)      | Katholische Kapelle Heiliges Herz Jesu | Eingezogener Chor dreiseitig geschlossen, Sakristeianbau, Fassadenturm mit Spitzhelm, neugotisch, 1893; mit Ausstattung                                   | D-4-71-159-31 | weitere Bilder |
| Lange Straße 12 (Standort) | Bauernhaus                             | Eingeschossiger, giebelständiger Satteldachbau, verputzt und Fachwerk, erste Hälfte 18./Mitte 19. Jahrhundert Fachwerkstadel, Satteldach, 18. Jahrhundert | D-4-71-159-33 | Bauernhaus     |

### Laubend
| Lage                                                      | Objekt                        | Beschreibung | Akten-Nr.     | Bild           |
| --------------------------------------------------------- | ----------------------------- | --- | ------------- | -------------- |
| Großacker, südlich des Ortes an einem Feldweg (Standort)  | Bildstock                     | Sandstein, ionische Säule mit verjüngendem Schaft und doppeltem Kapitell, vierseitiger Aufsatz mit Muschelabschluss und bekrönendem Eisenkreuz, barock, 17./18. Jahrhundert | D-4-71-159-36 | Bildstock      |
| Nähe Zückshuter Straße (Standort)                         | Katholische Kapelle St. Maria | Sandsteinquader, eingezogener Chor dreiseitig geschlossen, Sakristeianbau, Fassadenturm mit Spitzhelm, neugotisch, 1862, 1957/58 verändert; mit Ausstattung                 | D-4-71-159-34 | weitere Bilder |
| Steinig, westlich des Ortes, Richtung Zückshut (Standort) | Tabernakelbildstock           | Sandstein, Bildnischenaufsatz mit Tonnendach, darin hölzernes Fünf-Wunden-Bild hinter Eisengitter, Ende 19. Jahrhundert. Nord-westlich des Ortes, Richtung Zückshut         | D-4-71-159-38 | weitere Bilder |
| Steinig, westlich des Ortes, Richtung Zückshut (Standort) | Bildstock                     | Sandstein, ionische Säule mit doppeltem Kapitell, vierseitiger Aufsatz mit erzbischöflichem Doppelkreuz und Muschelabschluss, Ende 17. Jahrhundert                          | D-4-71-159-37 | weitere Bilder |
| Steinig, westlich des Ortes, Richtung Zückshut (Standort) | Bildstock                     | Sandstein, ionische Säule mit doppeltem Kapitell, vierseitiger Aufsatz mit Muschelabschluss, barock, 1694, aus vorhandenen Resten wiedererrichtet                           | D-4-71-159-39 | weitere Bilder |
| Zückshuter Straße 9 (Standort)                            | Bauernhaus                    | Zweigeschossiger Satteldachbau, verputzt, Obergeschoss Fachwerk, Mitte 19. Jahrhundert                                                                                      | D-4-71-159-35 | Bauernhaus     |

### Lichteneiche
| Lage                                                         | Objekt                   | Beschreibung | Akten-Nr.     | Bild           |
| ------------------------------------------------------------ | ------------------------ | --- | ------------- | -------------- |
| B 22, südlich des Ortes, an der Staatsstraße 2190 (Standort) | Katholische Kreuzkapelle | Dreiseitig geschlossen, Simsstreifen, verschiefertes Giebeldach, Mitte 18. Jahrhundert, wohl von Johann Jakob Michael Küchel, mit neubarocken Überarbeitungen | D-4-71-159-40 | weitere Bilder |

### Meedensdorf
| Lage                                                            | Objekt                             | Beschreibung | Akten-Nr.     | Bild                               |
| --------------------------------------------------------------- | ---------------------------------- | --- | ------------- | ---------------------------------- |
| Außerhalb des Ortes gegen Pödeldorf, Flur Bruckäcker (Standort) | Bildstock                          | Sandstein, toskanische Säule, vierseitiger Aufsatz mit vergitterter Bildnische und Giebelabschluss, bezeichnet mit „1653“ | D-4-71-159-42 | BW                                 |
| Kapellenplatz 3 (Standort)                                      | Katholische Kapelle Mater dolorosa | Dreiseitig geschlossen, offene Vorhalle, Dachreiter mit Zwiebelhaube, 1907; mit Ausstattung                               | D-4-71-159-41 | Katholische Kapelle Mater dolorosa |

### Merkendorf
| Lage                                       | Objekt                                | Beschreibung | Akten-Nr.     | Bild           |
| ------------------------------------------ | ------------------------------------- | --- | ------------- | -------------- |
| Altangerfeld, südlich des Ortes (Standort) | Bildstock                             | Sandstein, ionische Säule mit kanneliertem Schaft und doppeltem Kapitell, vierseitiger Aufsatz mit Muschelabschluss, bezeichnet mit „1691“                  | D-4-71-159-48 | Bildstock      |
| Laubender Straße 2 (Standort)              | Bauernhaus                            | Eingeschossiger, giebelständiger Satteldachbau, verputzt, Giebel Fachwerk, erste Hälfte 18. Jahrhundert                                                     | D-4-71-159-46 | Bauernhaus     |
| Lindenstraße 14 (Standort)                 | Bauernhaus                            | Eingeschossig und traufständig, verputzt, Satteldach einseitig mit Halbwalm, um 1800                                                                        | D-4-71-159-47 | BW             |
| Nähe Laubender Straße (Standort)           | Katholische Pfarrkirche Kreuzerhöhung | Sandsteinquader, Fassadenturm mit Spitzhelm, Sakristeianbau, eingezogener Chor dreiseitig geschlossen, neugotisch, 1862/64, erweitert 1902; mit Ausstattung | D-4-71-159-43 | weitere Bilder |
| Pointstraße 5 (Standort)                   | Scheune                               | Eingeschossiger Sandsteinquaderbau mit Halbwalmdach mit Rinnenziegeldeckung, 1840                                                                           | D-4-71-159-74 | BW             |

### Schmerldorf
| Lage                                                 | Objekt          | Beschreibung | Akten-Nr.     | Bild |
| ---------------------------------------------------- | --------------- | --- | ------------- | ---- |
| Giecher Straße 18 (Standort)                         | Feldkapelle     | Sandsteinquader, Altarnische hinter offenem Spitzbogen, Giebeldach mit Ziegeln, um 1890                             | D-4-71-159-49 | BW   |
| Kr BA 16 (Standort)                                  | Bildstock       | Sandstein, verjüngender Schaft mit Volutenkapitell, vierseitiger Aufsatz mit Muschelabschluss, Ende 17. Jahrhundert | D-4-71-159-51 | BW   |
| Kremmeldorfer Straße 12 (Standort)                   | Bildnische      | Sandsteinquader, Nischenaufsatz mit Segmentbogendach auf Altarsockel, 18. Jahrhundert                               | D-4-71-159-50 | BW   |
| Am Pöhl, neben dem Staatsgrenzstein KW 12 (Standort) | Forstgrenzstein | Sandstein, bezeichnet mit „1742“                                                                                    | D-4-71-159-64 | BW   |

### Seehof
| Lage                                             | Objekt            | Beschreibung | Akten-Nr.     | Bild      |
| ------------------------------------------------ | ----------------- | --- | ------------- | --------- |
| Abwender, an der Staatsstraße 2190 (Standort)    | Bildstock         | Sandstein, toskanische Säule, vierseitiger Aufsatz mit Muschelabschluss, Ende 17. Jahrhundert                                                | D-4-71-159-57 | BW        |
| Fasanerie, in der Aussegnungshalle (Standort)    | Kreuzigungsgruppe | Aus Drosendorf, Sandstein, Michael Trautmann, zweite Hälfte 18. Jh.; in der Aussegnungshalle                                                 | D-4-71-159-66 | BW        |
| Langer Graben, Nähe Gärtnerhaus (Standort)       | Bildstock         | Sandstein, korinthische Säule mit doppeltem Kapitell, vierseitiger Aufsatz mit Muschelabschluss, Ende 17. Jahrhundert                        | D-4-71-159-55 | Bildstock |
| Nähe Seehof, an der Staatsstraße 2190 (Standort) | Bildstock         | Sandstein, Balustersäule mit Volutenkapitell, vierseitiger Aufsatz mit Rundbogenabschluss und bekrönendem Metallkreuz, bezeichnet mit „1631“ | D-4-71-159-56 | Bildstock |

Schloss Seehof

| Lage | Objekt                                   | Beschreibung | Akten-Nr.     | Bild           |
| --- | ---------------------------------------- | --- | ------------- | -------------- |
| Schloß Seehof 1; Schloß Seehof 5; Schloß Seehof 4; Nähe Schloß Seehof; Schloß Seehof 7; Schweizerei 2 (Standort) | Schloss Seehof, sogenannte Marquardsburg | Zweigeschossige Vierflügelanlage, dreigeschossige Eckpavillons mit Glockenhauben, reiche Sandsteingliederungen, 1687–1695 nach Entwurf von Antonio Petrini; mit Ausstattung | D-4-71-159-52 | weitere Bilder |

- Parkanlage (Lage), Gartenplastiken von Ferdinand Tietz (Originale heute in der Orangerie und im Innenhof des Schlosses), 1748–1773, steinerne Bänke, frühes 18. Jahrhundert
- Umfriedung (Lage) (Lage) (Lage) (Lage), Sandstein und Ziegel, Ende 17. Jahrhundert
- Gärtnerwohnhaus (Lage), eingeschossiger Mansardwalmdachbau, 1753 von Johann Jakob Michael Küchel
- Feigen- und Pommeranzenhäuser (Lage) , eingeschossige Walmdachbauten, 1736/37 von Johann Jakob Michael Küchel
- Nordtor (Lage), umgeben von zwei kleinen Zirkelgebäuden und zwei Orangeriegebäuden (Lage) (Lage) mit Mansardwalmdach, ausgeführt von Justus Heinrich Dientzenhofer, 1733–1737
- Westtor (Lage), mit zwei Torwächterhäusern, eingeschossige Mansardwalmdachbauten, entworfen von Johann Jakob Michael Küchel, ausgeführt von Justus Heinrich Dientzenhofer, 1737–1738
- Osttor (Lage), zwei Sandsteinpfosten, 18. Jahrhundert
- Schweizerei (Lage), Dreiflügelbau mit zweigeschossigem Mittelteil und zwei eingeschossigen Seitenflügeln, Walmdächer, 1782 von Lorenz Fink
- Schweizerei, Remise (Lage), Walmdach, 18. Jahrhundert
- Sogenannte Figureninseln (Lage) (Lage), zwei Figurengruppen auf künstlichen Inseln von Ferdinand Tietz, 1769/70
- Ehemaliges Jagdquartier, Reste der Weg- und Achsstrukturen des sogenannten Wilden Theaters und weitere Durchhiebe von Sichtachsen, sogenannter Knöckleinshieb, sogenannter Neuer Hieb, sogenannter Großer Durchhieb (Lage) (Lage) (Lage) (Lage) (Lage) (Lage) (Lage) (Lage) (Lage)
- Reste der ehemaligen Seekante (Lage) (Lage) (Lage)

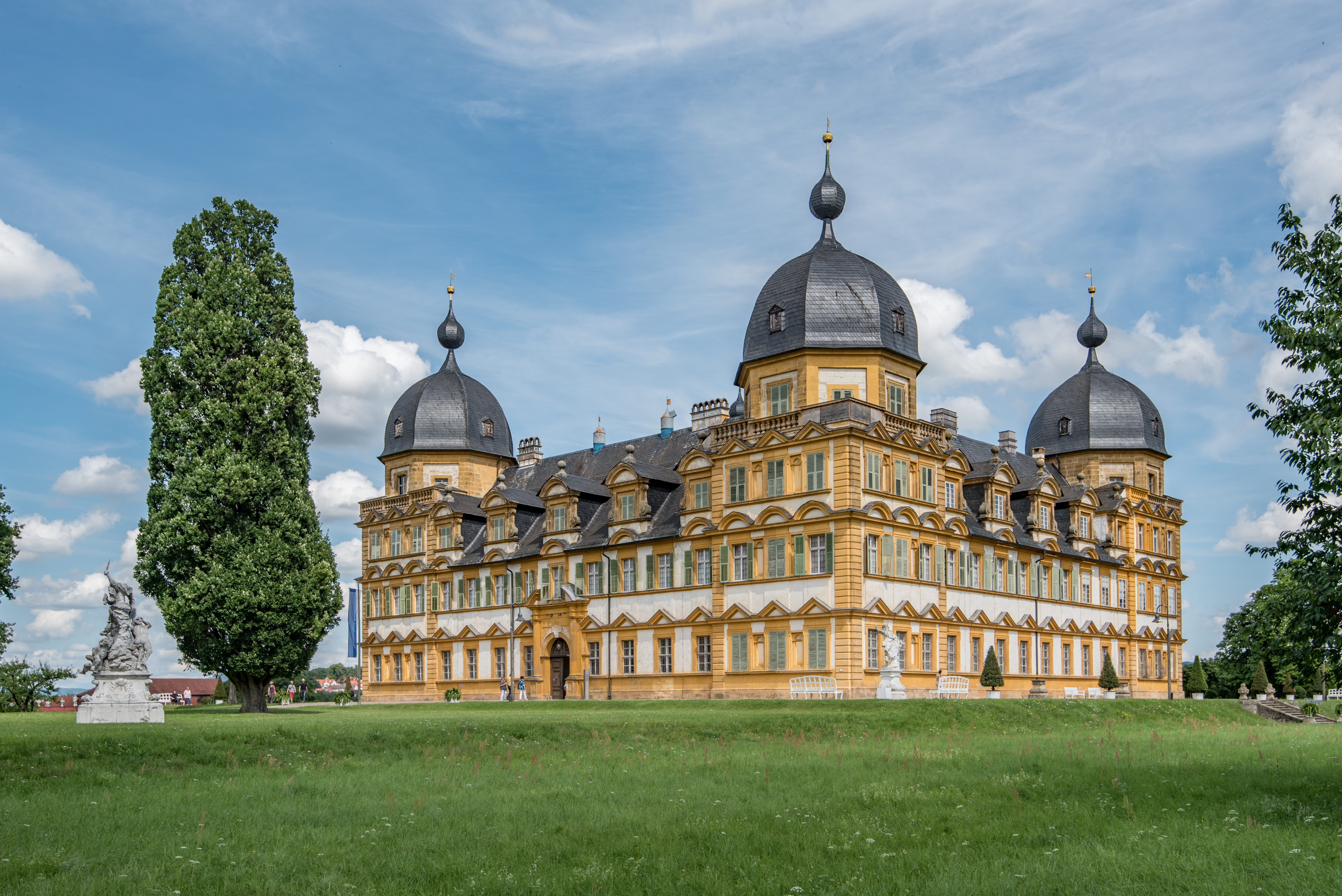
Schloss von Westen weitere Bilder
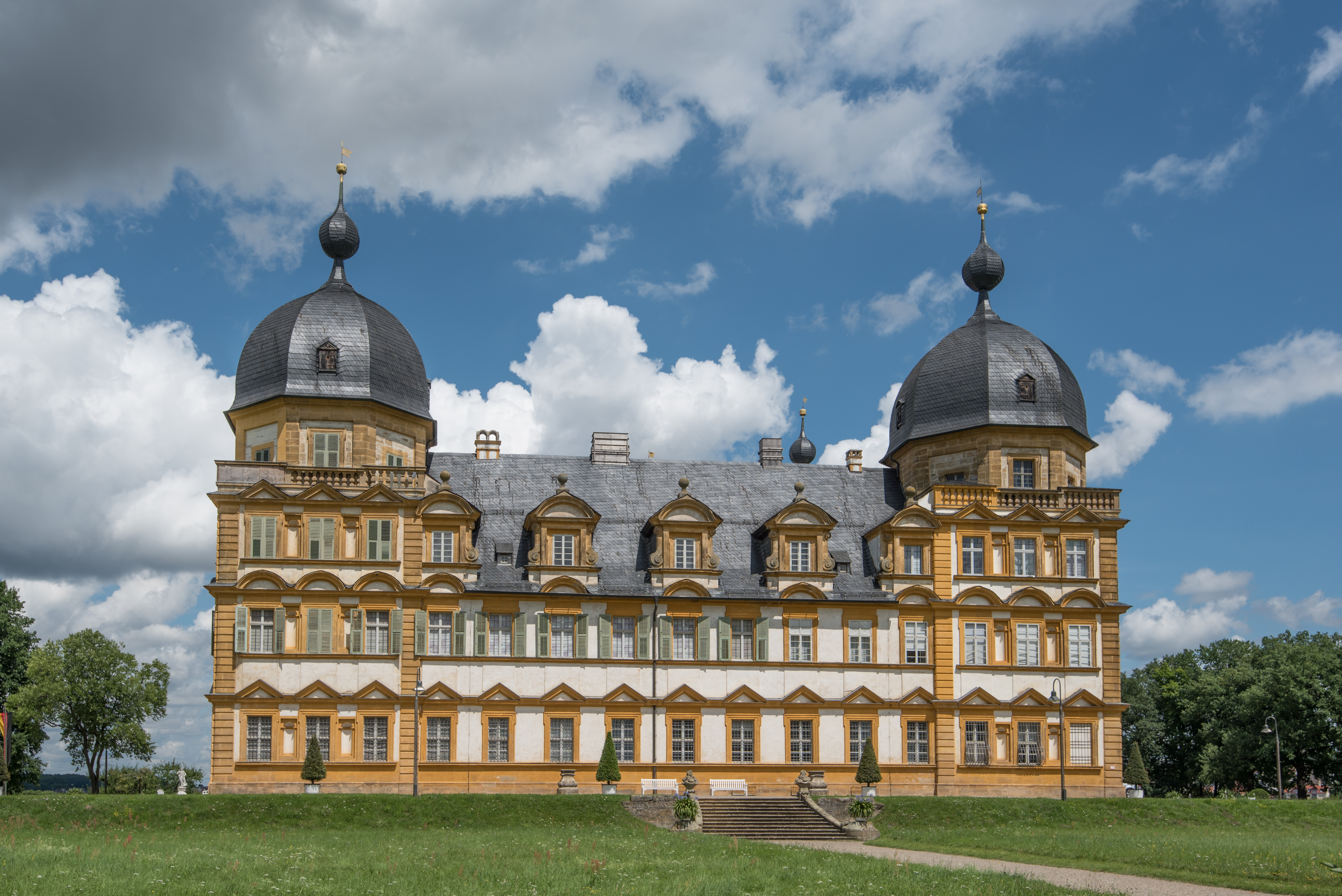
Schloss von Südwesten weitere Bilder
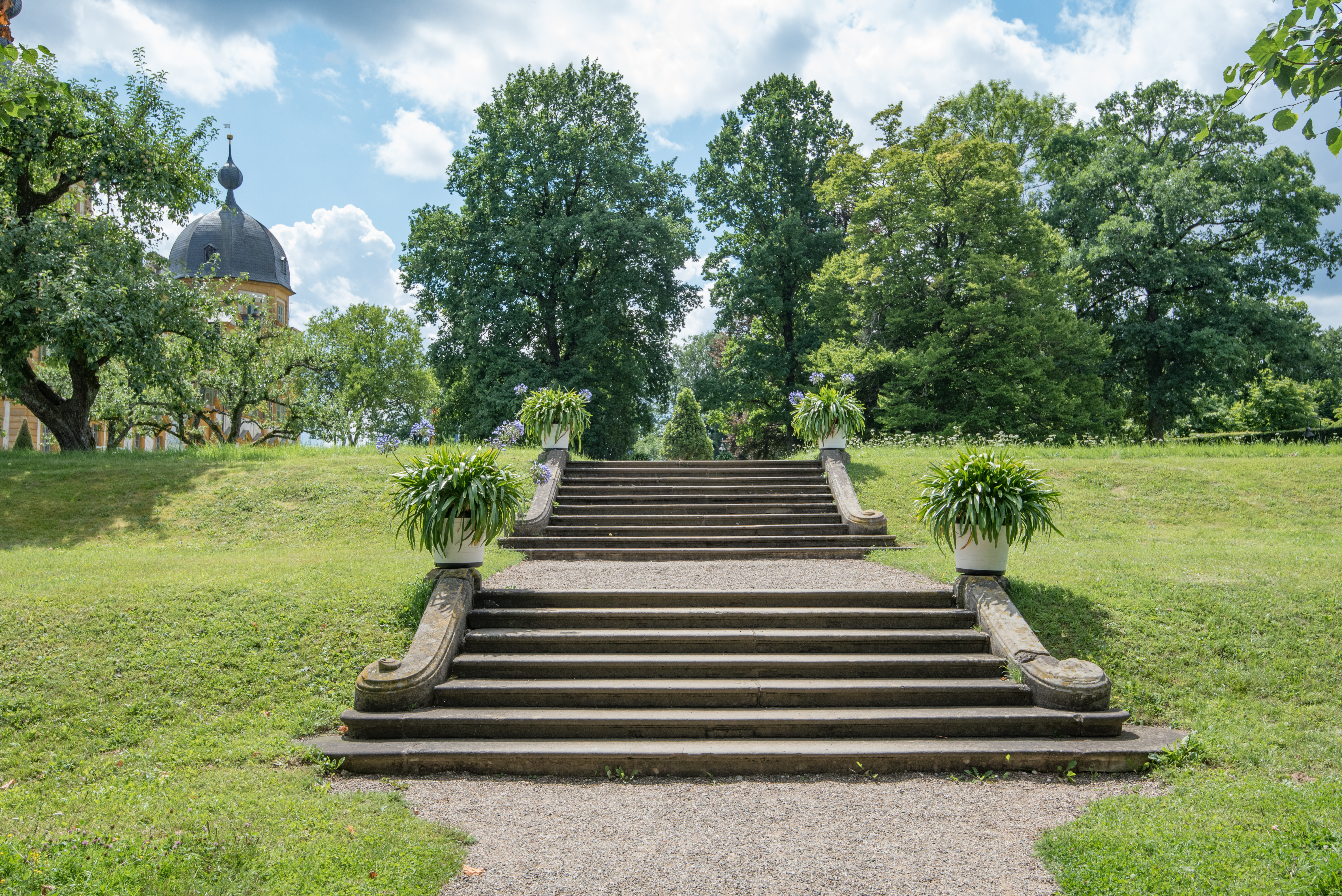
Park nordwestlich des Schlosses weitere Bilder
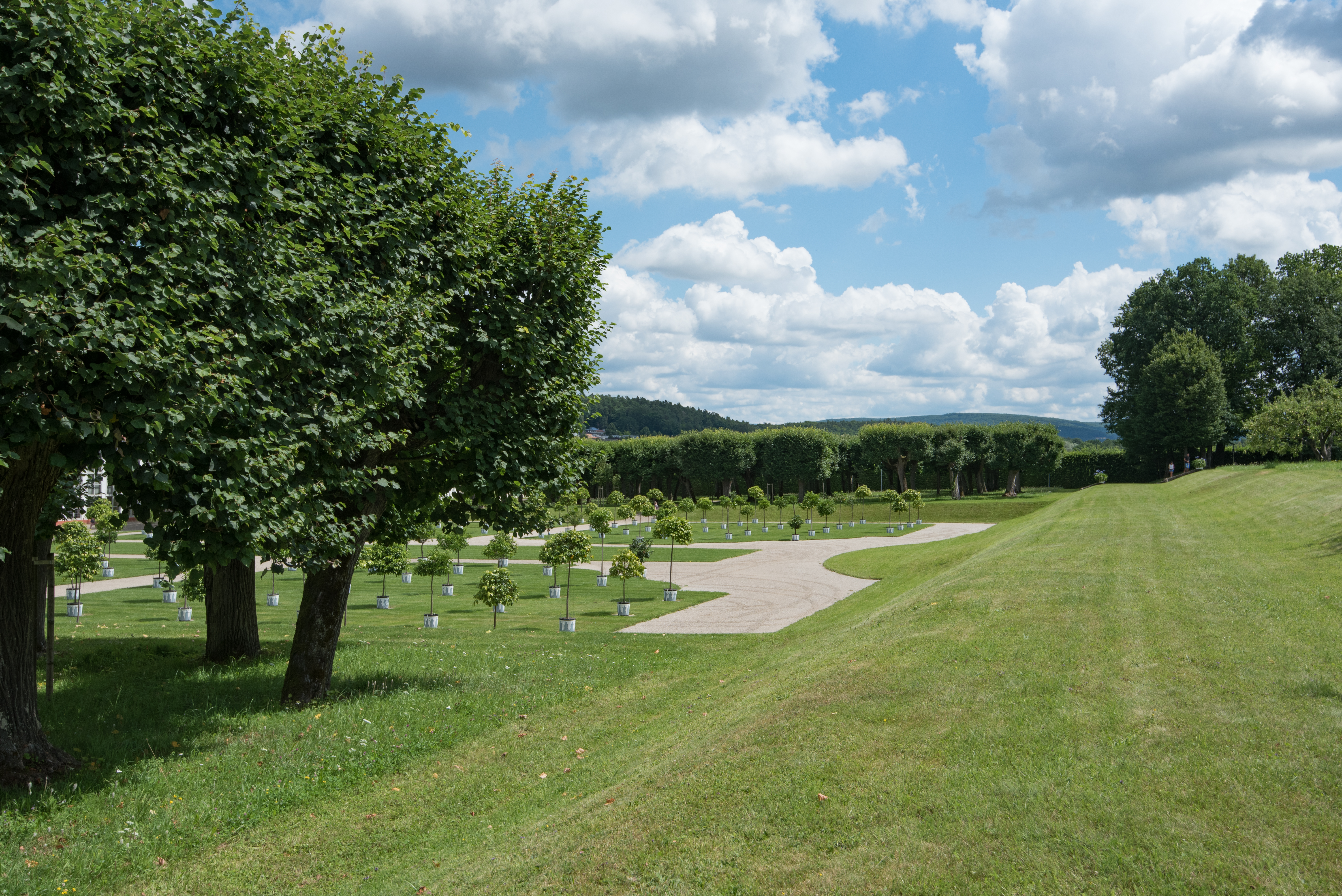
Park nördlich des Schlosses weitere Bilder
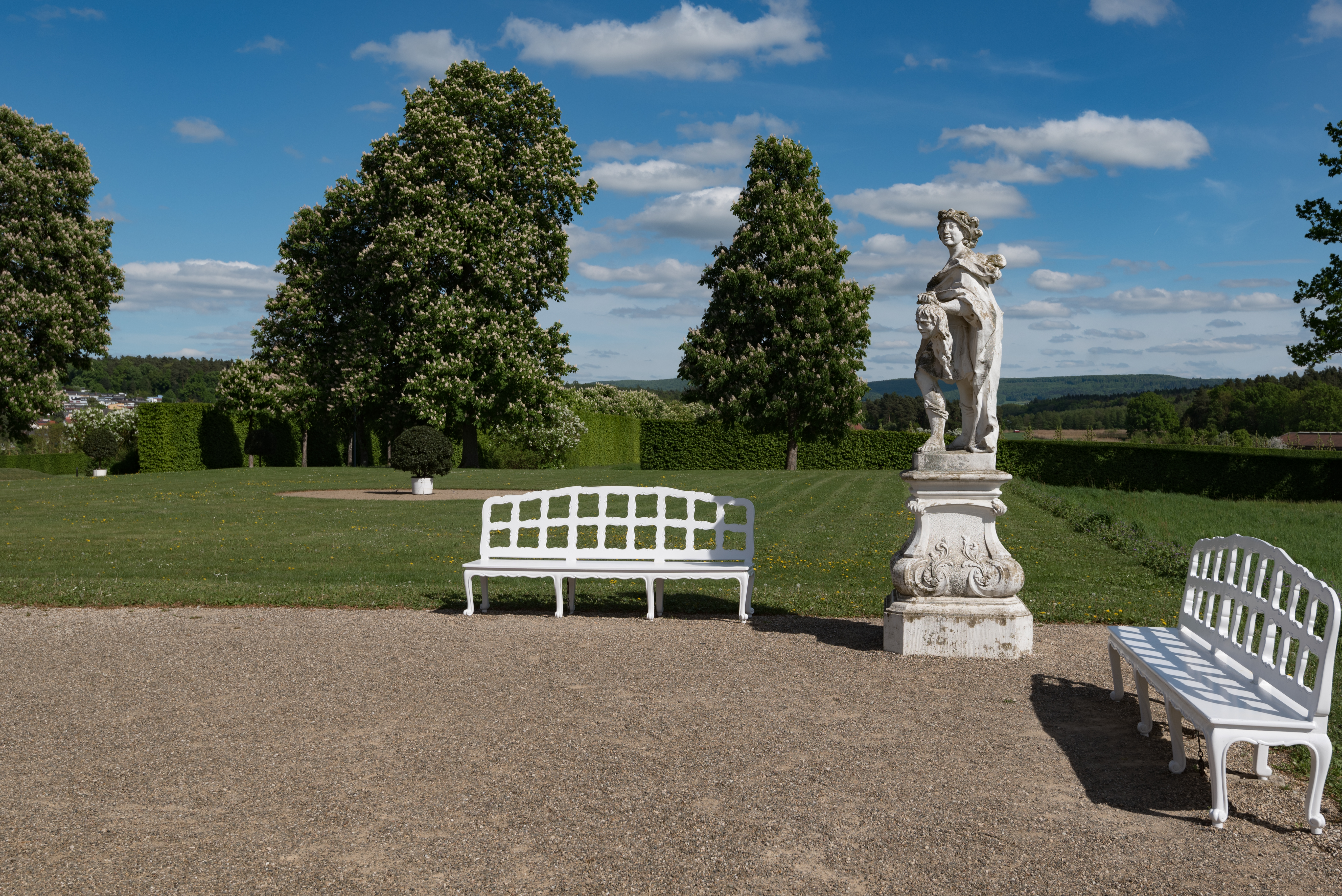
Park nordöstlich des Schlosses weitere Bilder
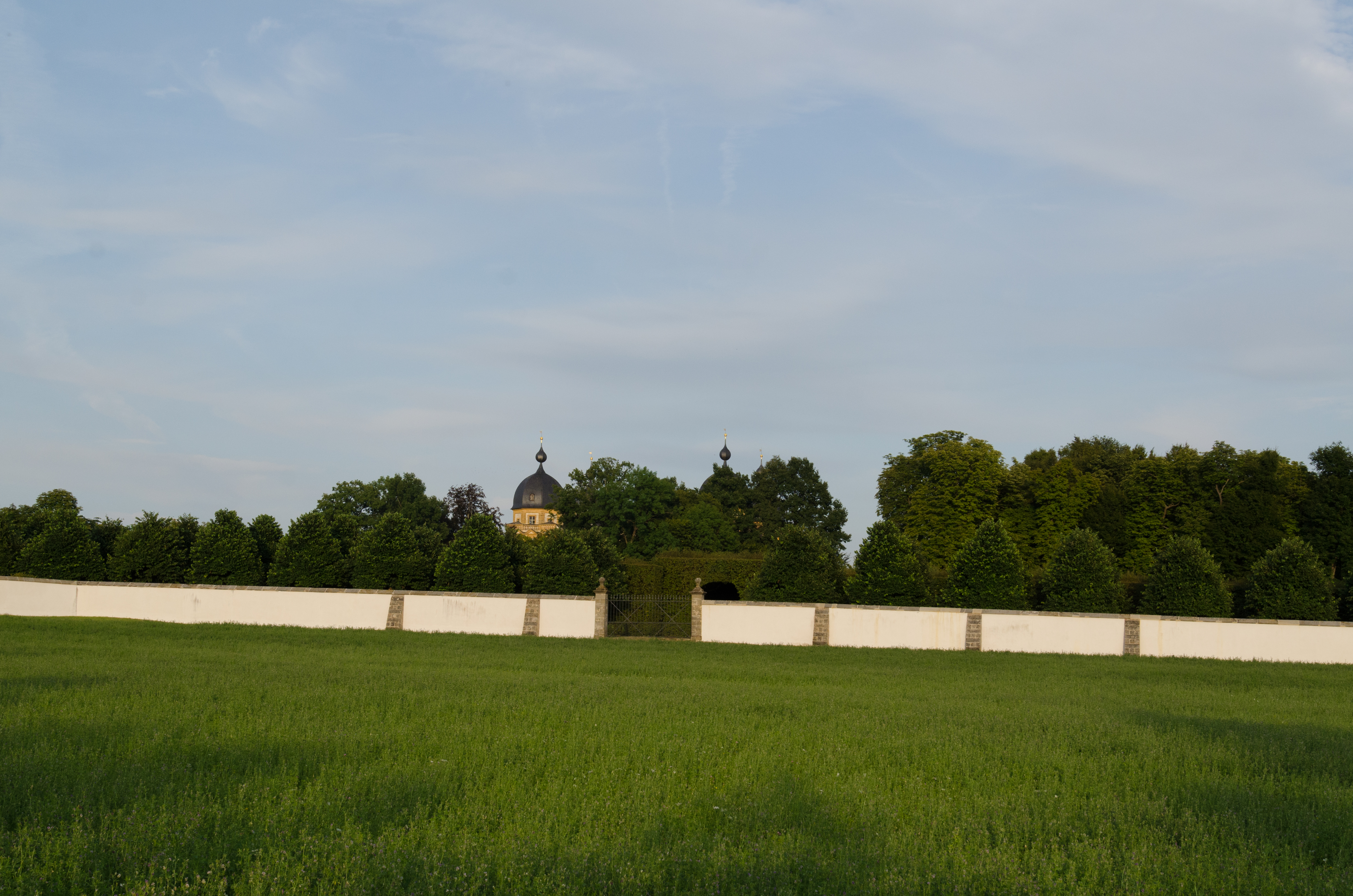
Umfriedung im Westen weitere Bilder
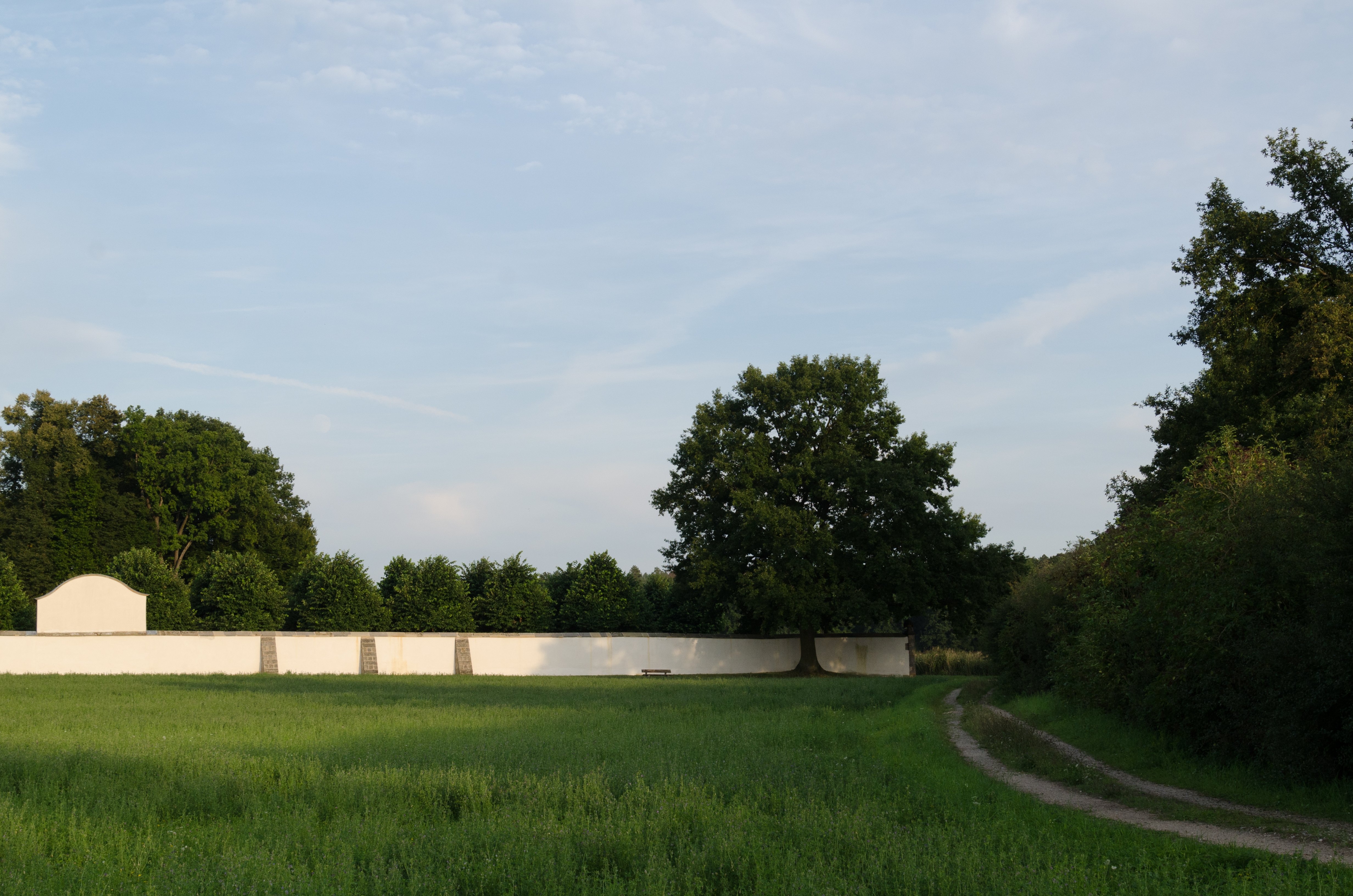
Umfriedung Südwestecke weitere Bilder
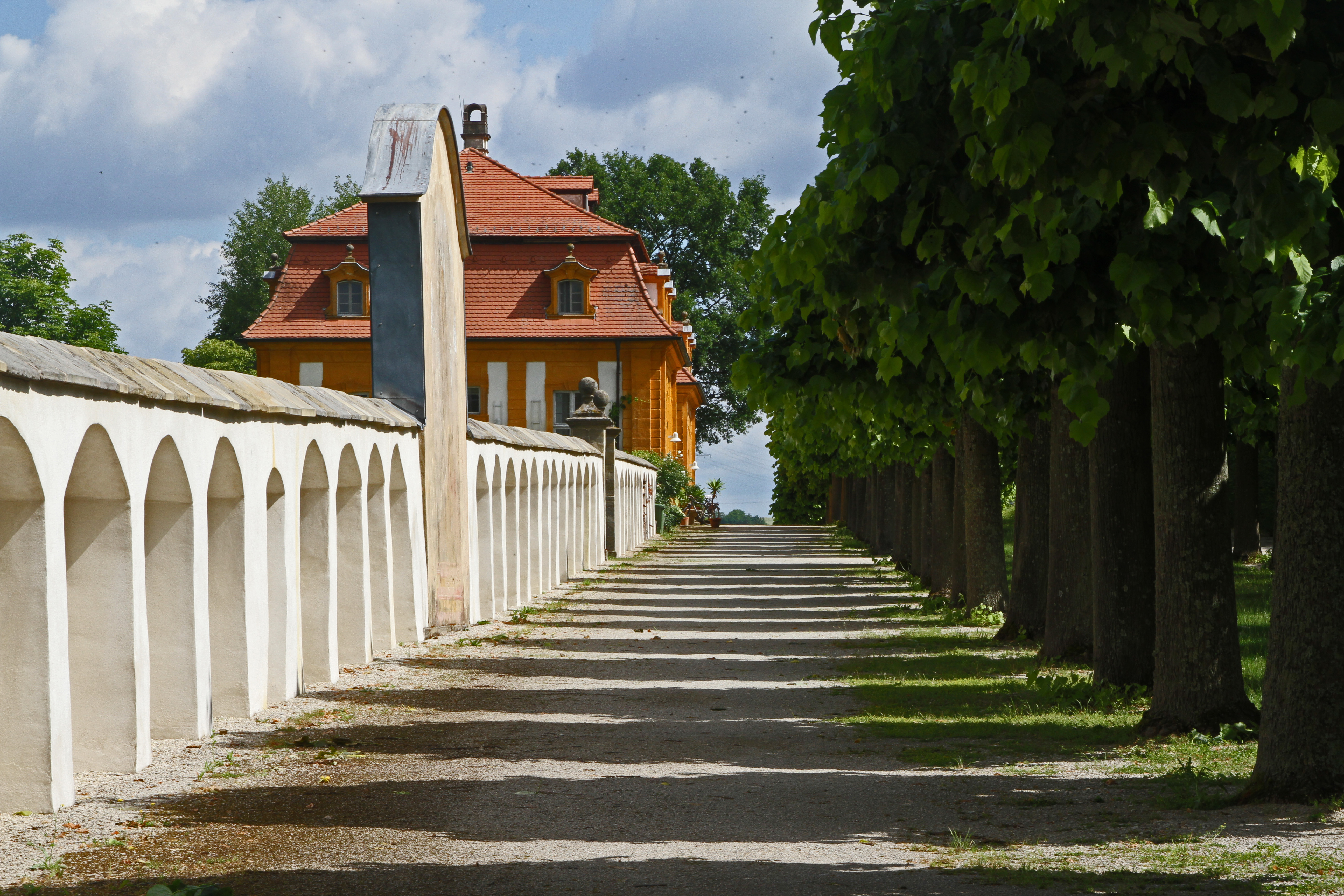
Umfriedung im Westen weitere Bilder
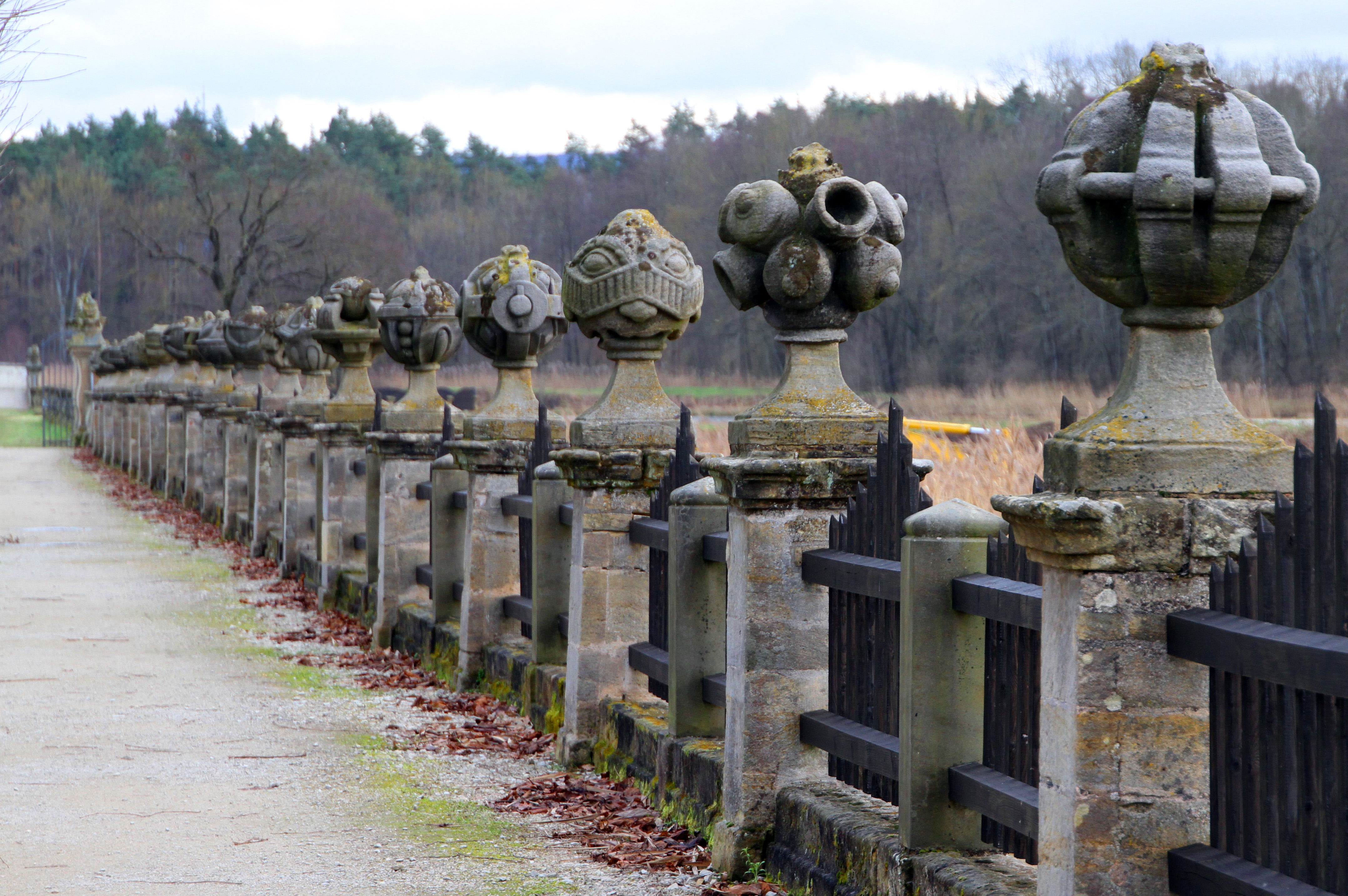
Südwestliche Einfriedung weitere Bilder
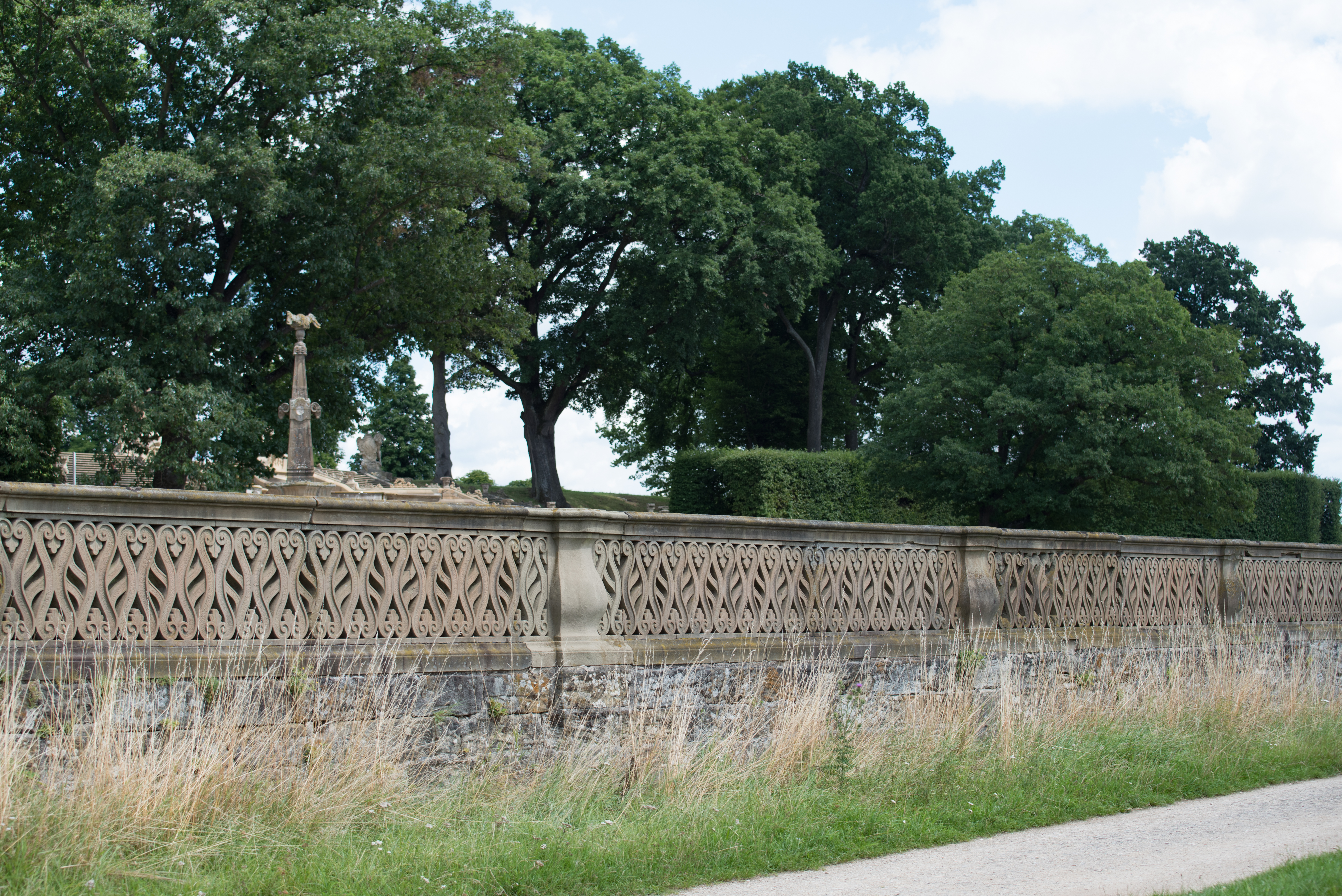
Südöstliche Einfriedung weitere Bilder
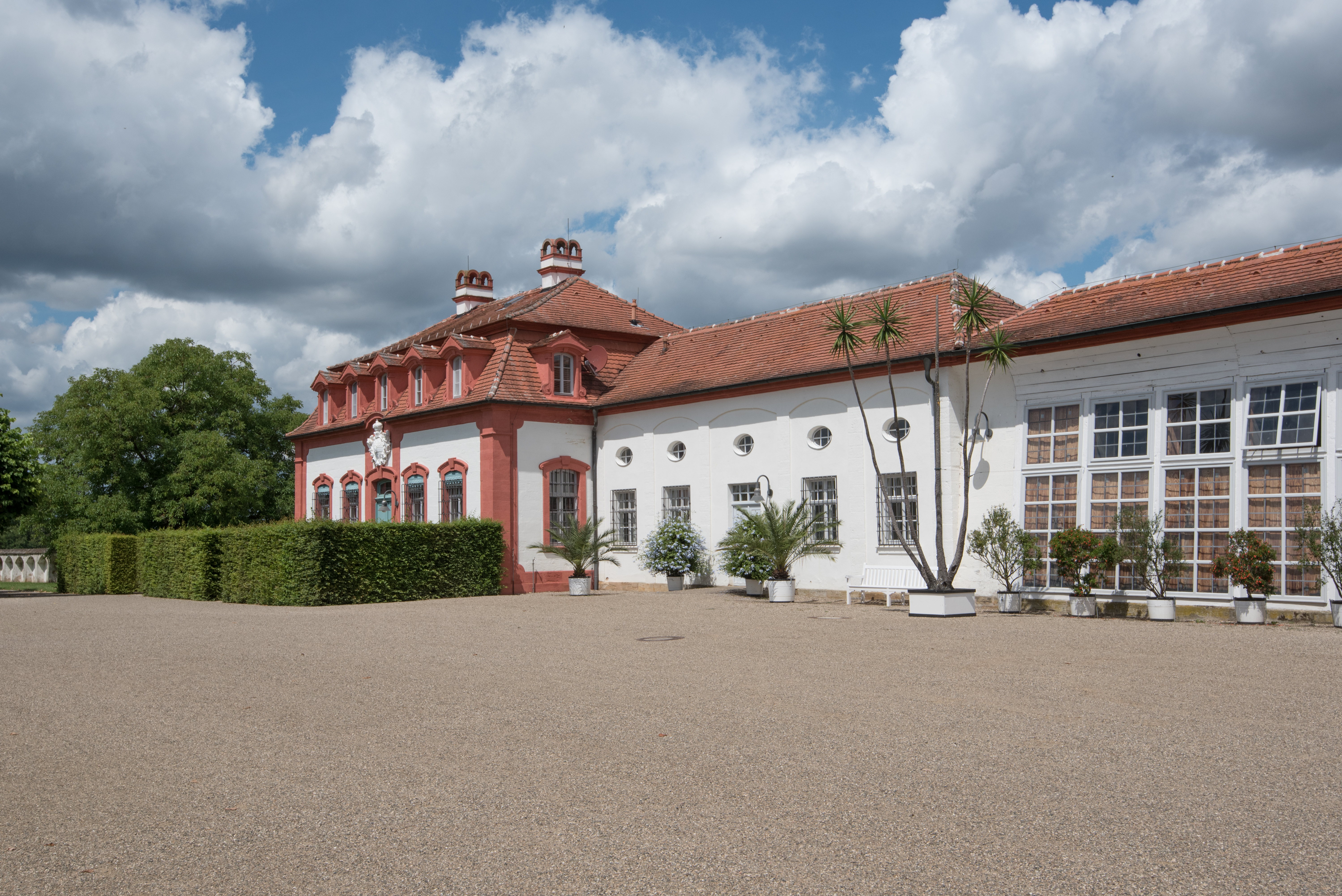
Gärtnerwohnhaus weitere Bilder
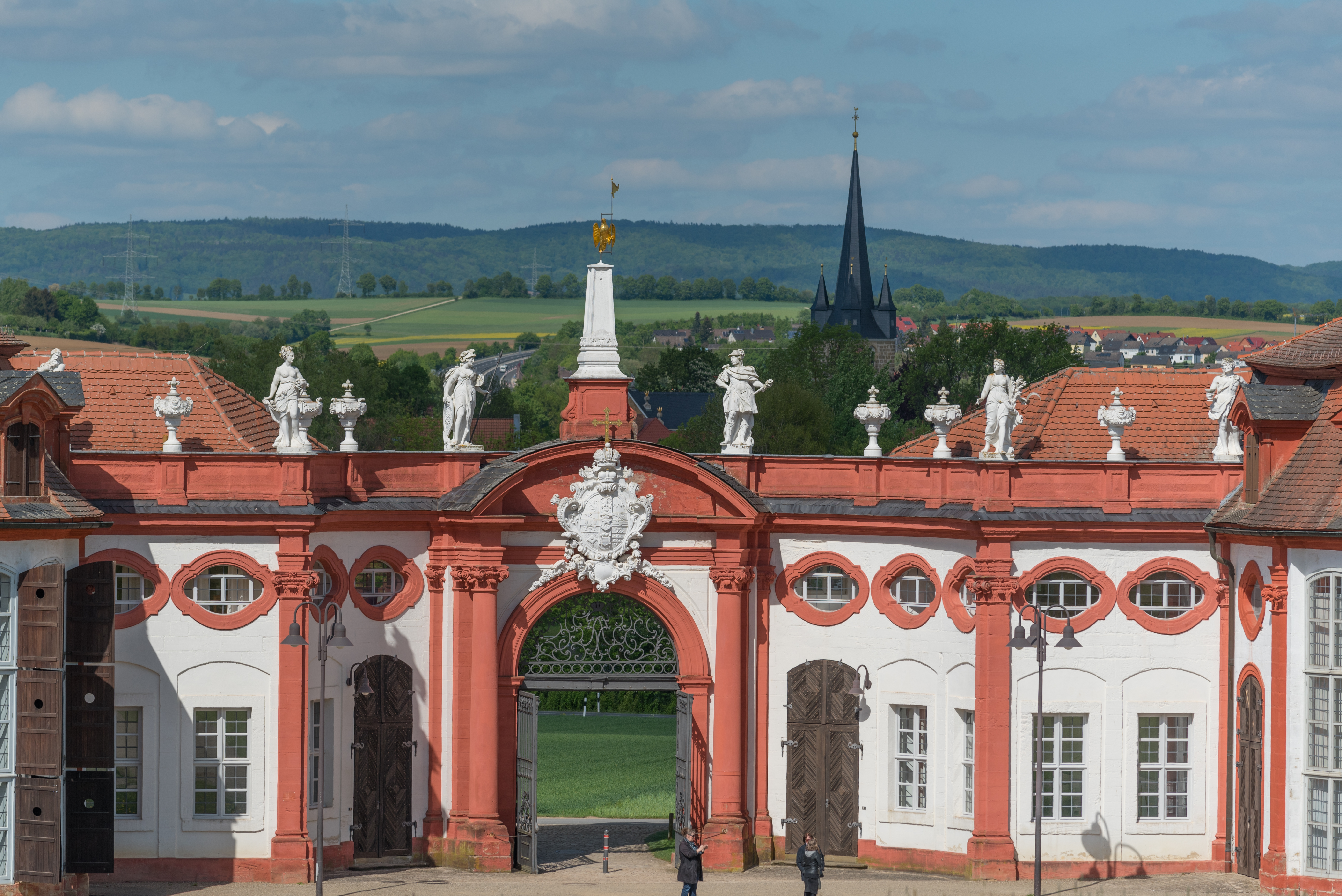
Nordtor von Süden weitere Bilder
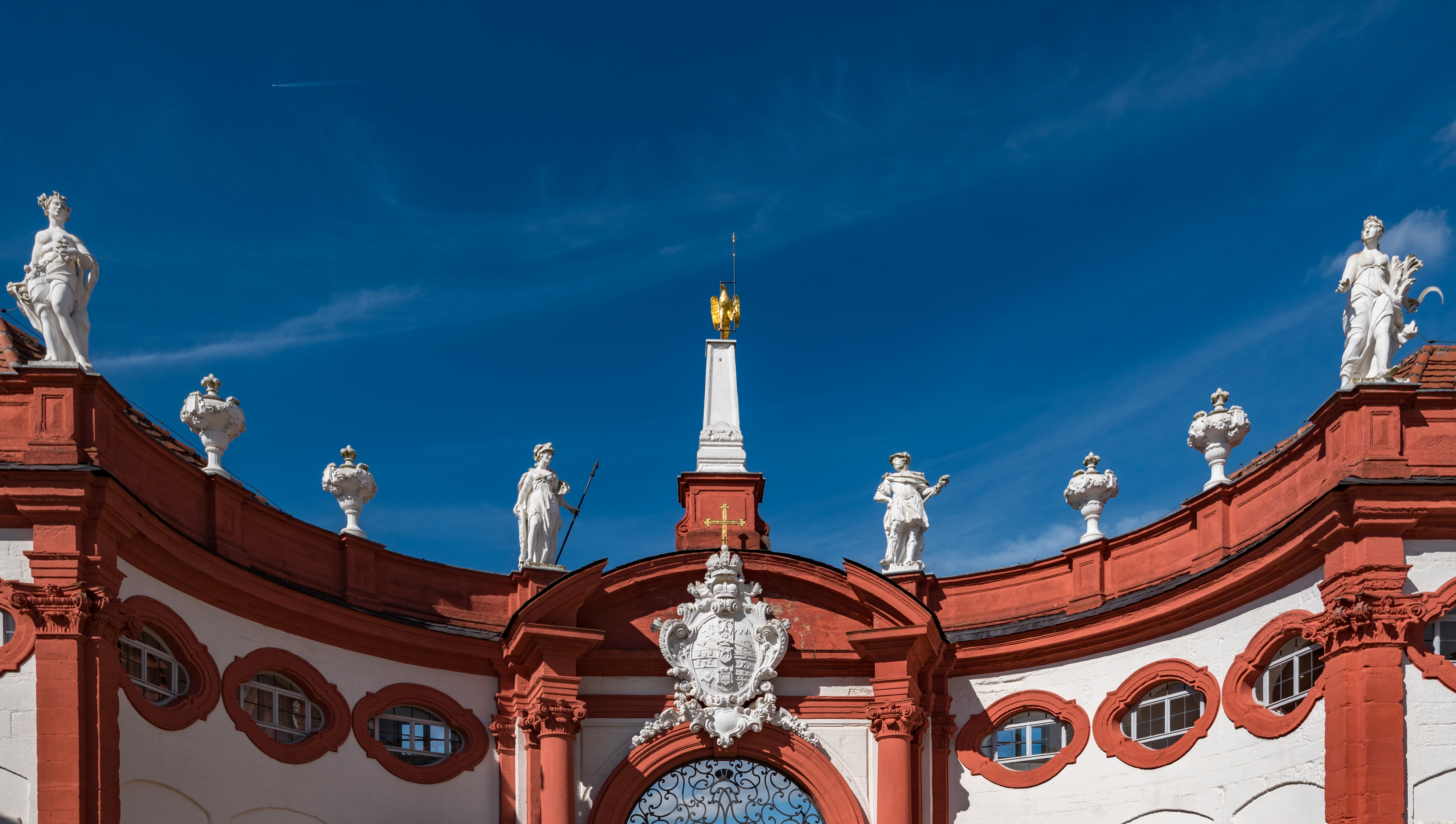
Nordtor von Süden weitere Bilder
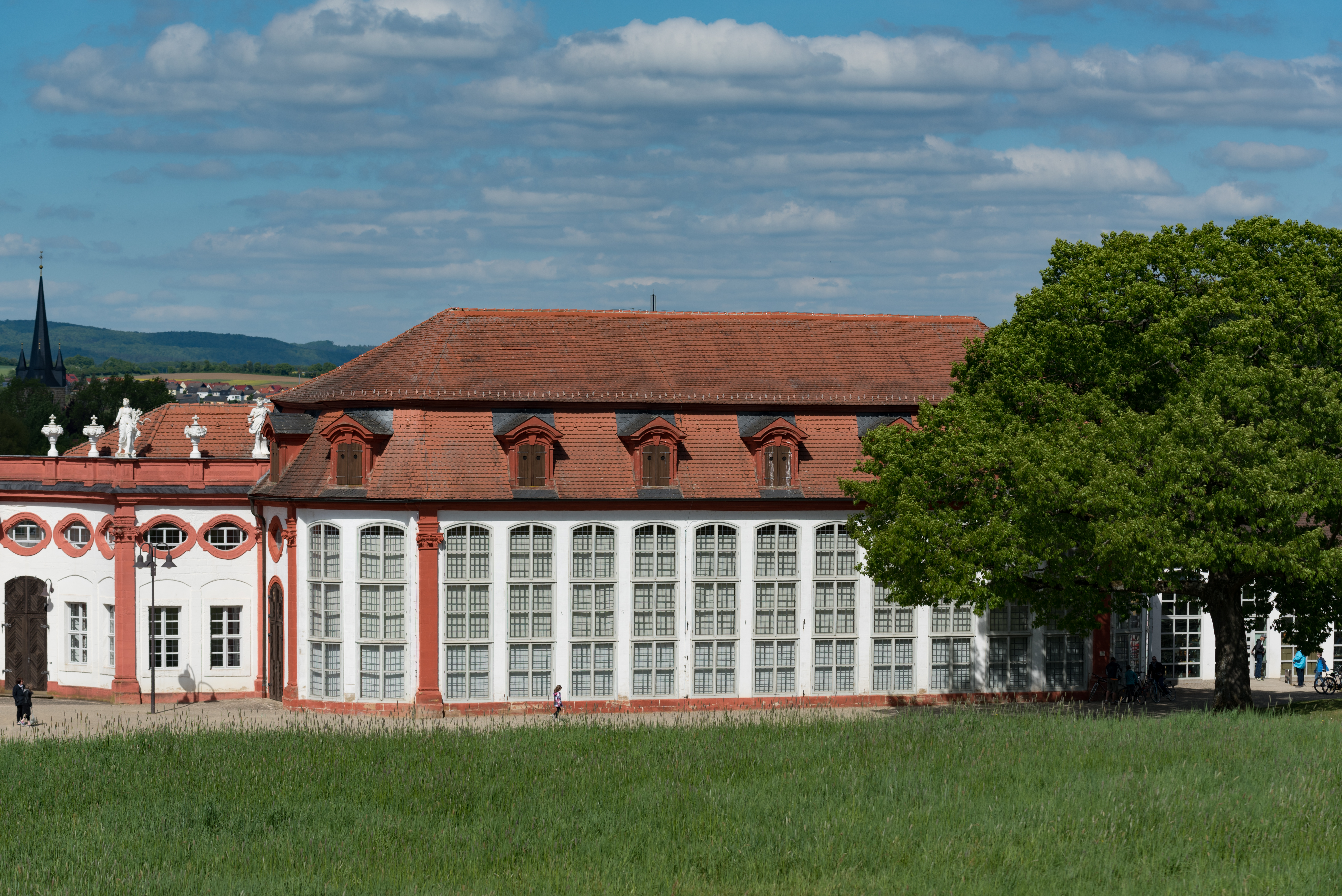
Östliches Orangeriegebäude weitere Bilder
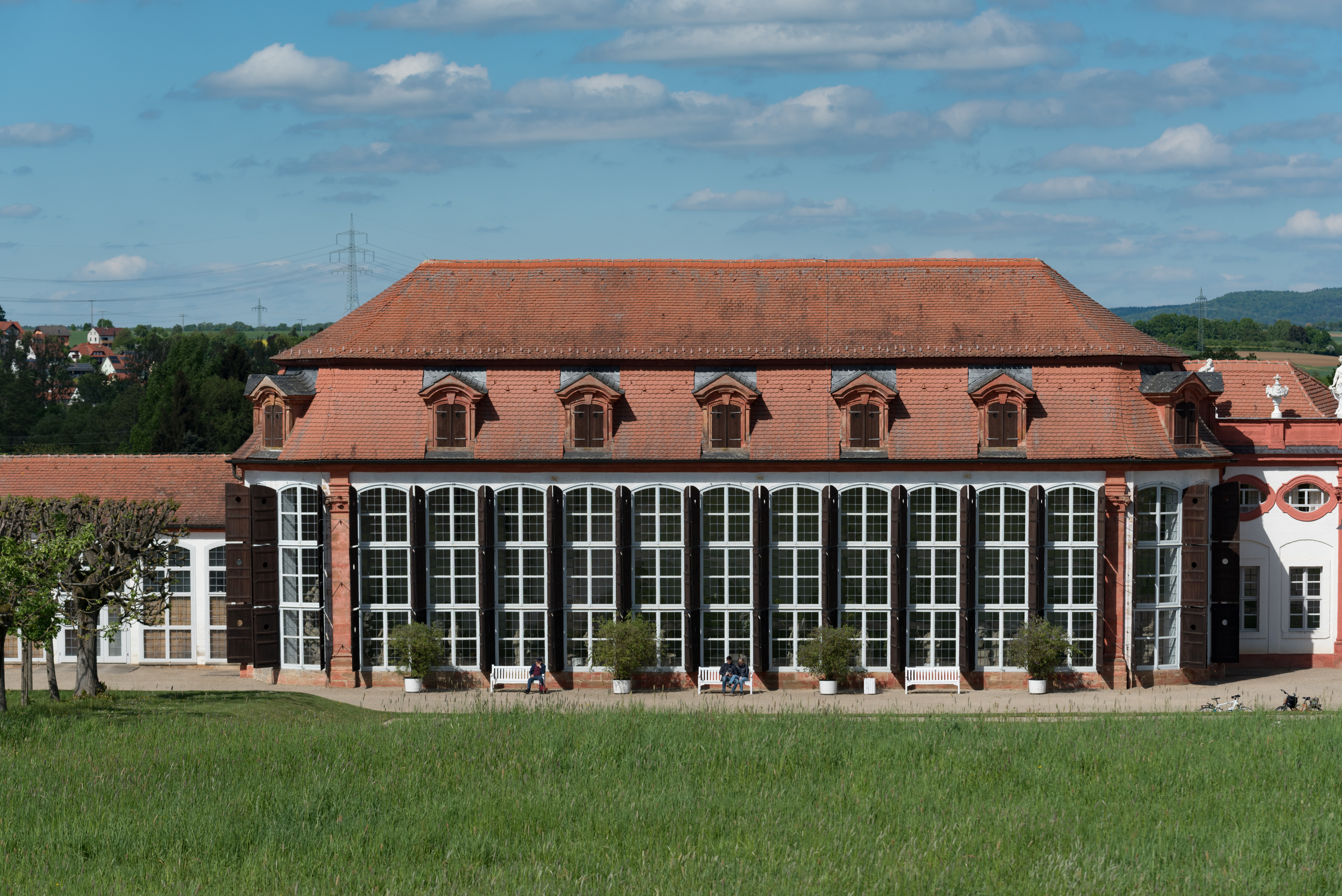
Westliches Orangeriegebäude weitere Bilder
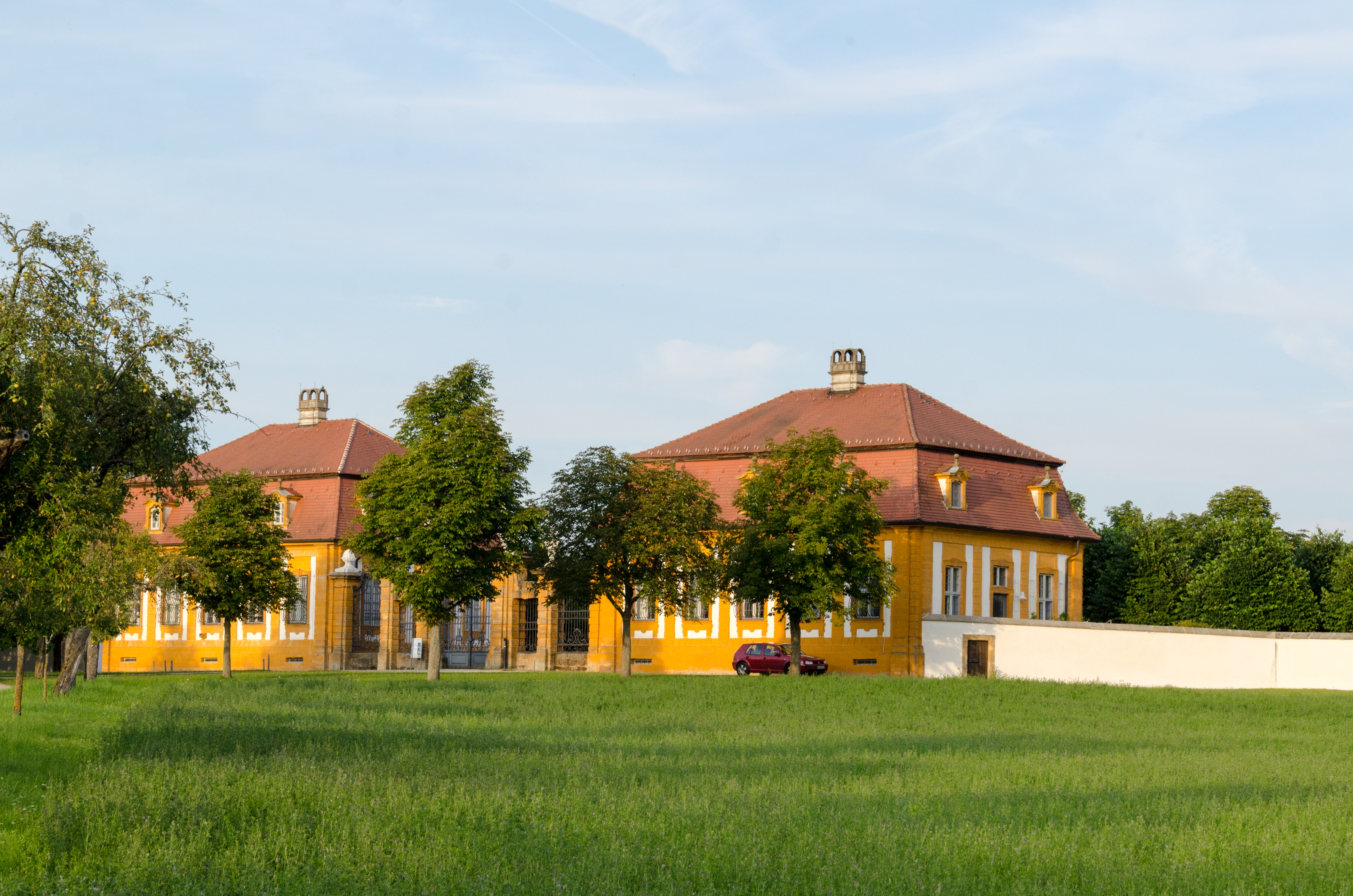
Westtor von Südwesten weitere Bilder
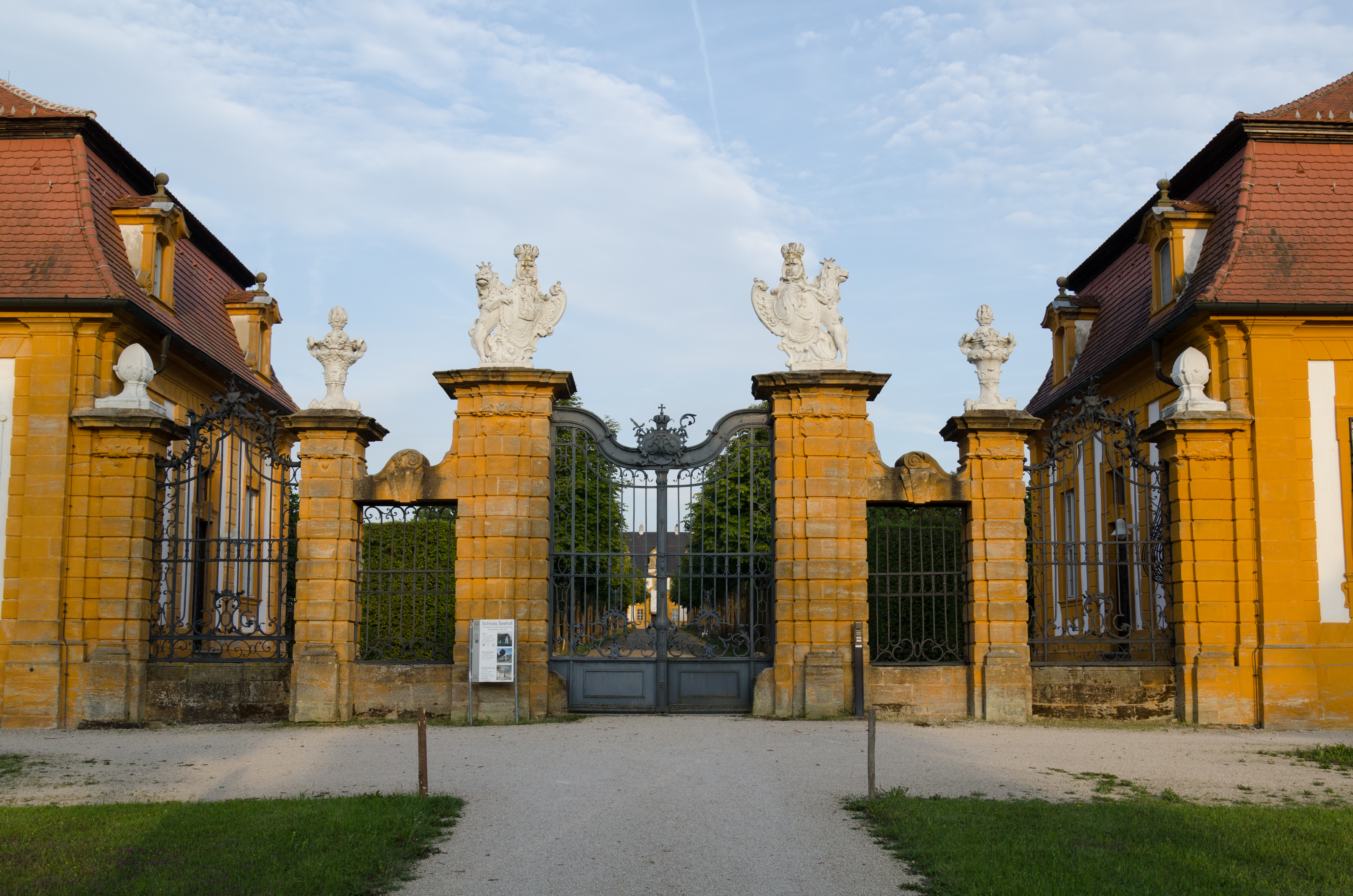
Westtor von Südwesten weitere Bilder
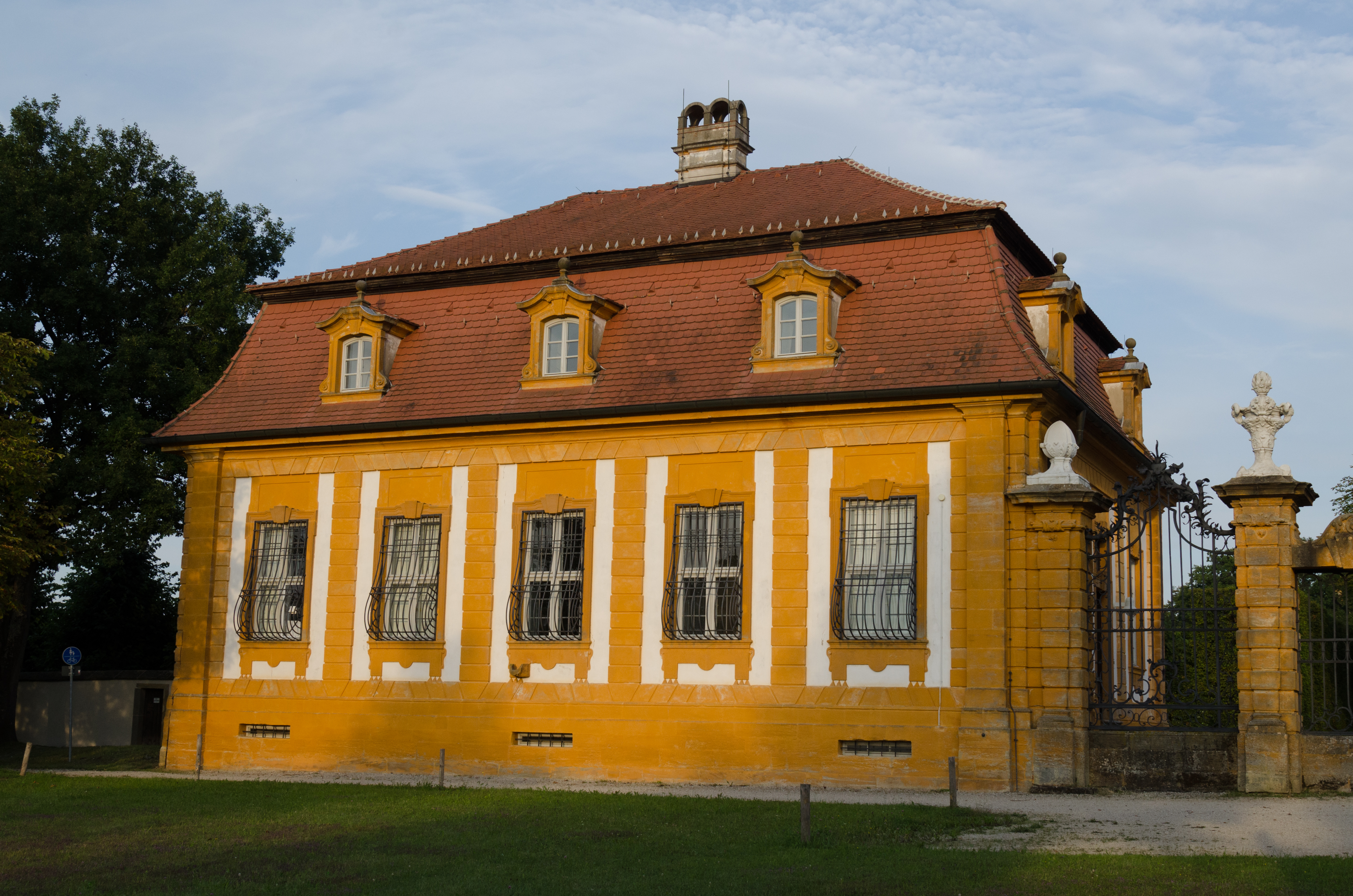
Westtor, nördlicher Pavillon weitere Bilder
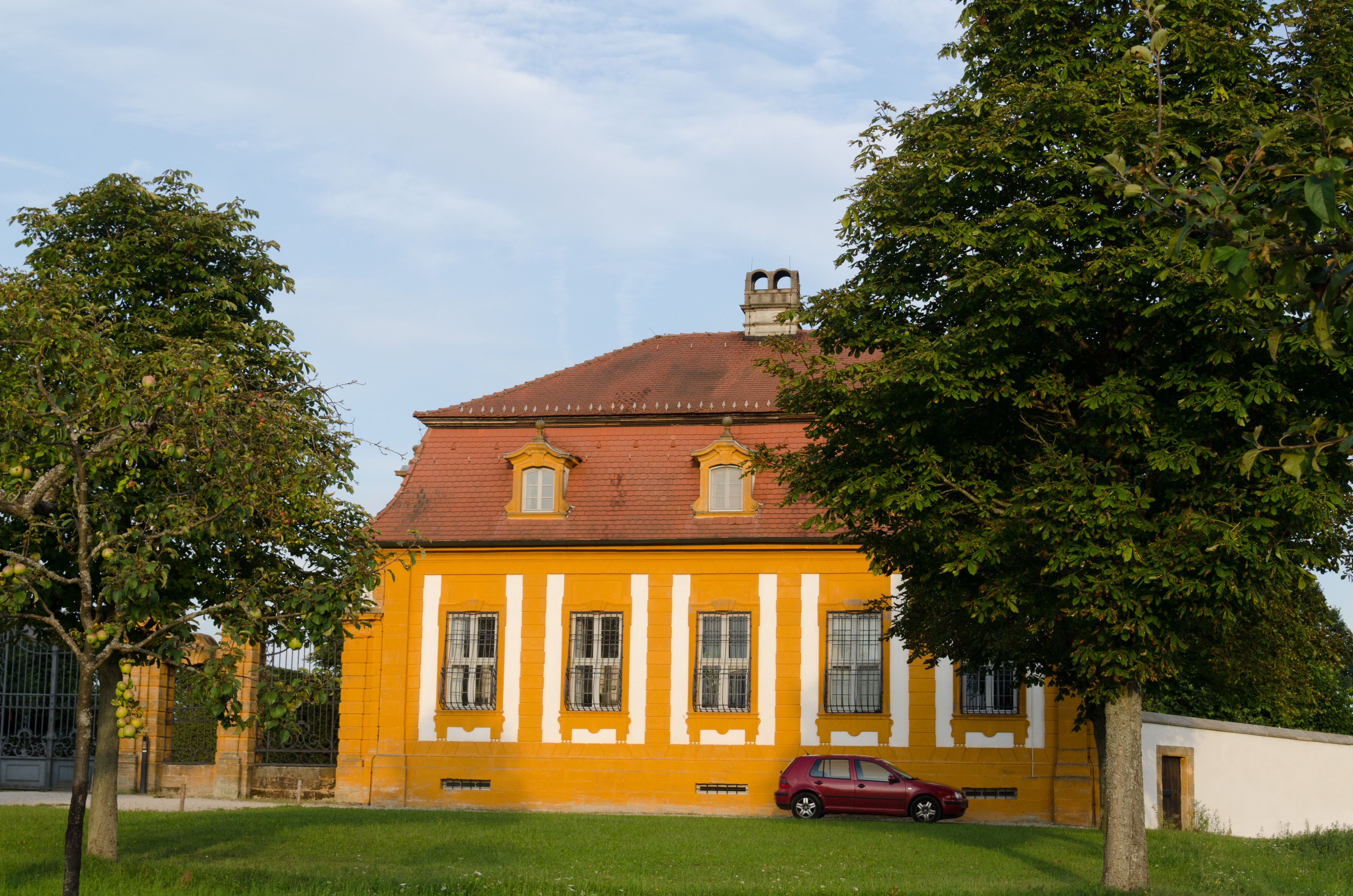
Westtor südlicher Pavillon weitere Bilder
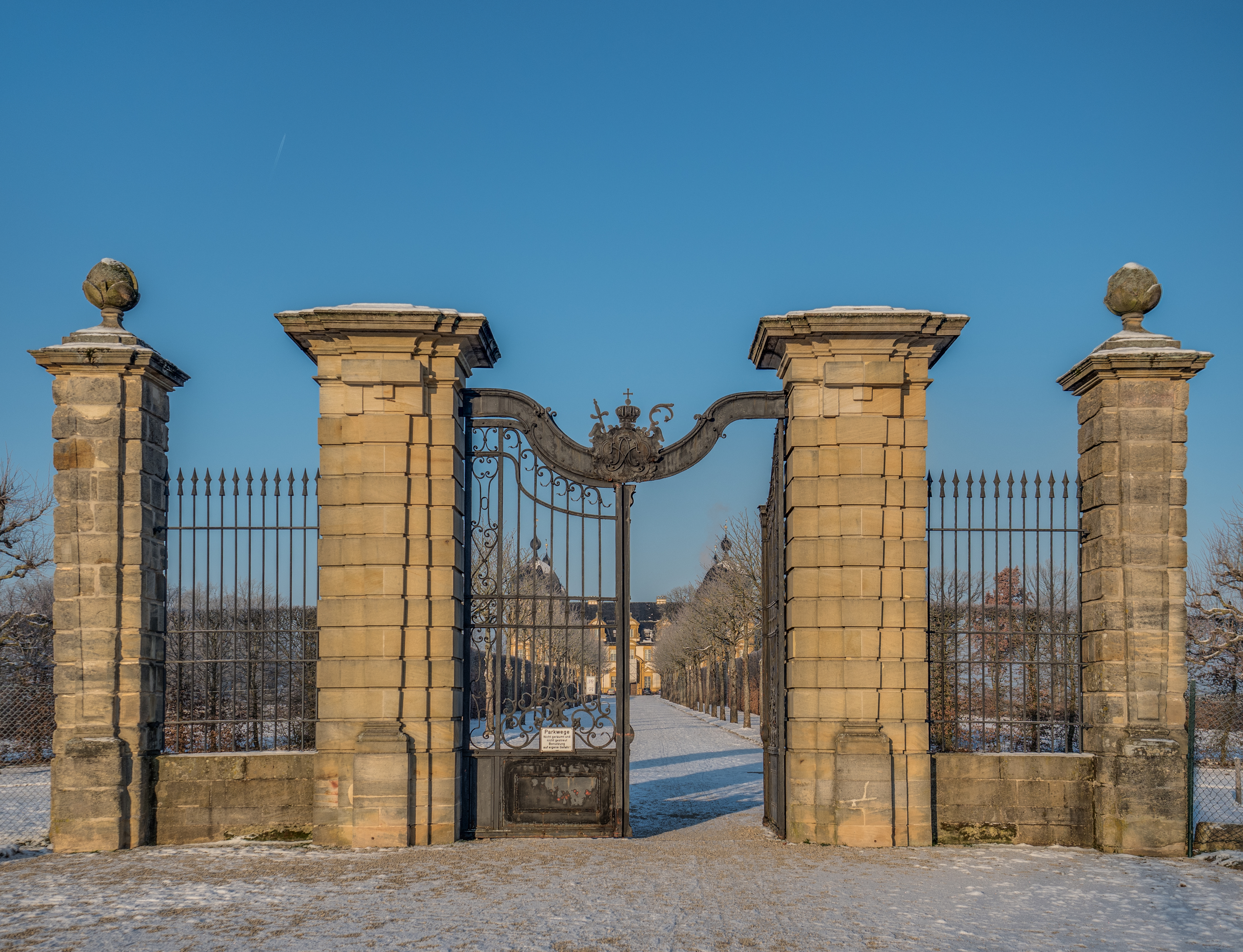
Osttor, von Osten weitere Bilder
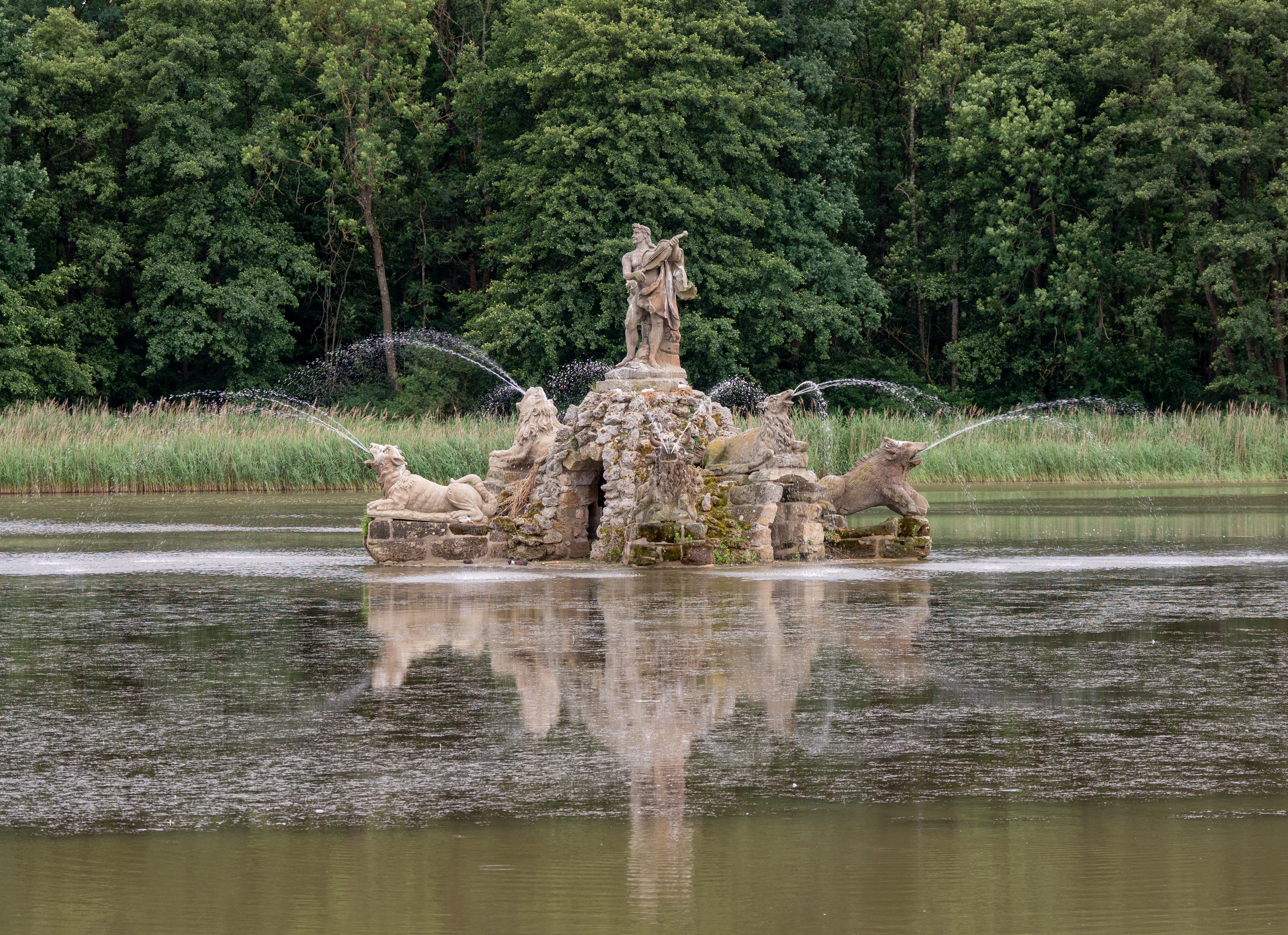
Westliche Figurengruppe im Weiher weitere Bilder
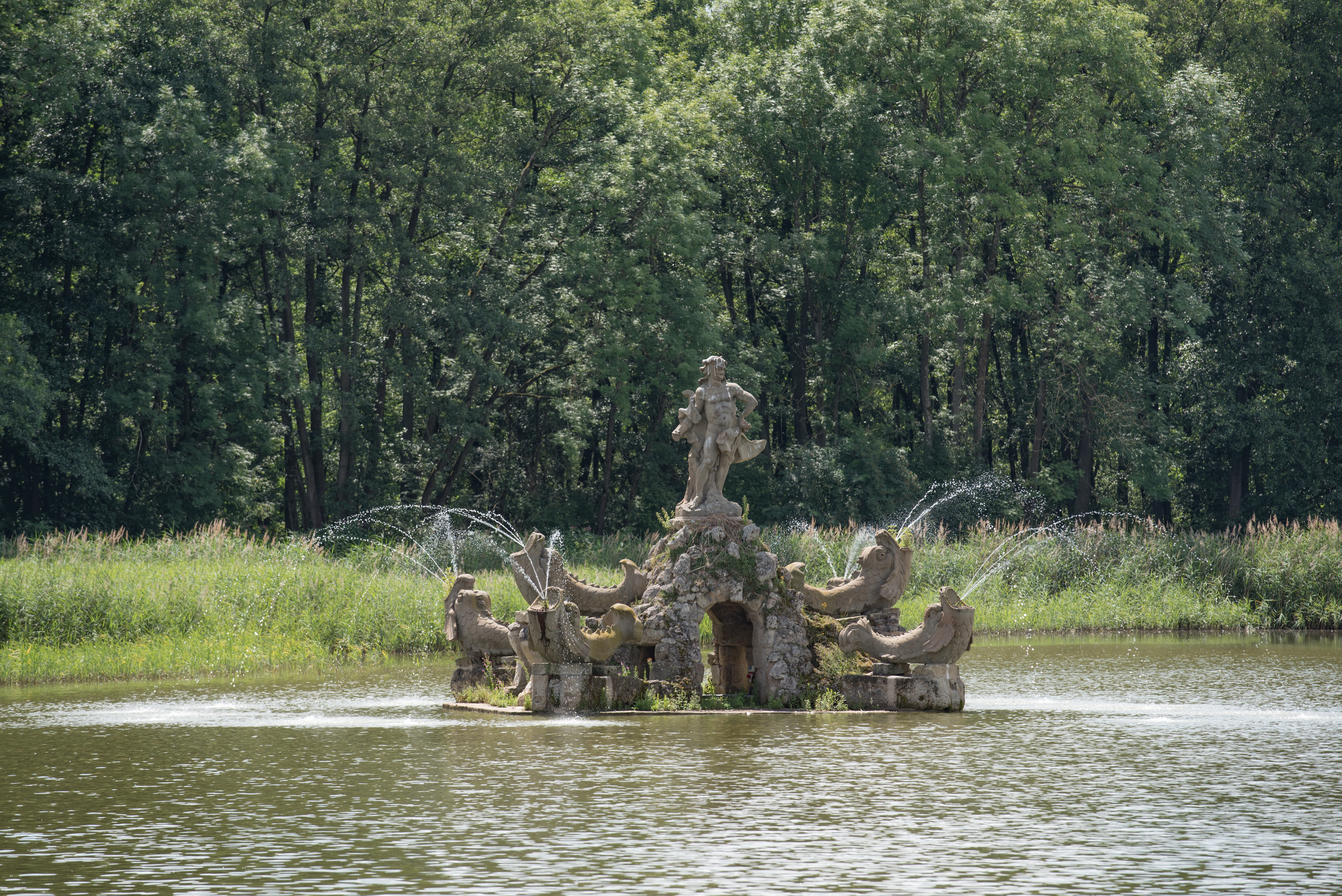
Östliche Figurengruppe im Weiher weitere Bilder
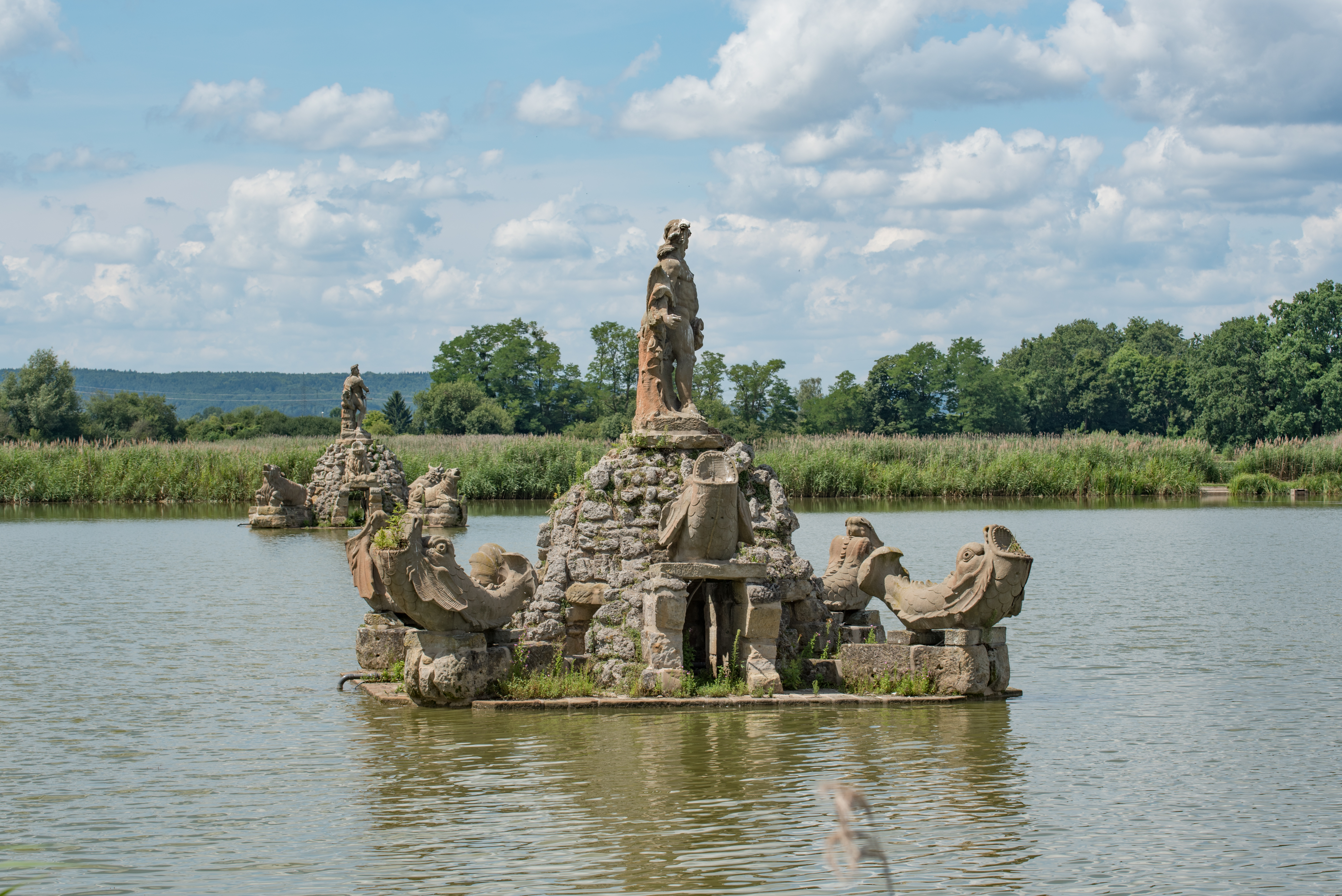
Westliche und östliche Figurengruppe im Weiher weitere Bilder
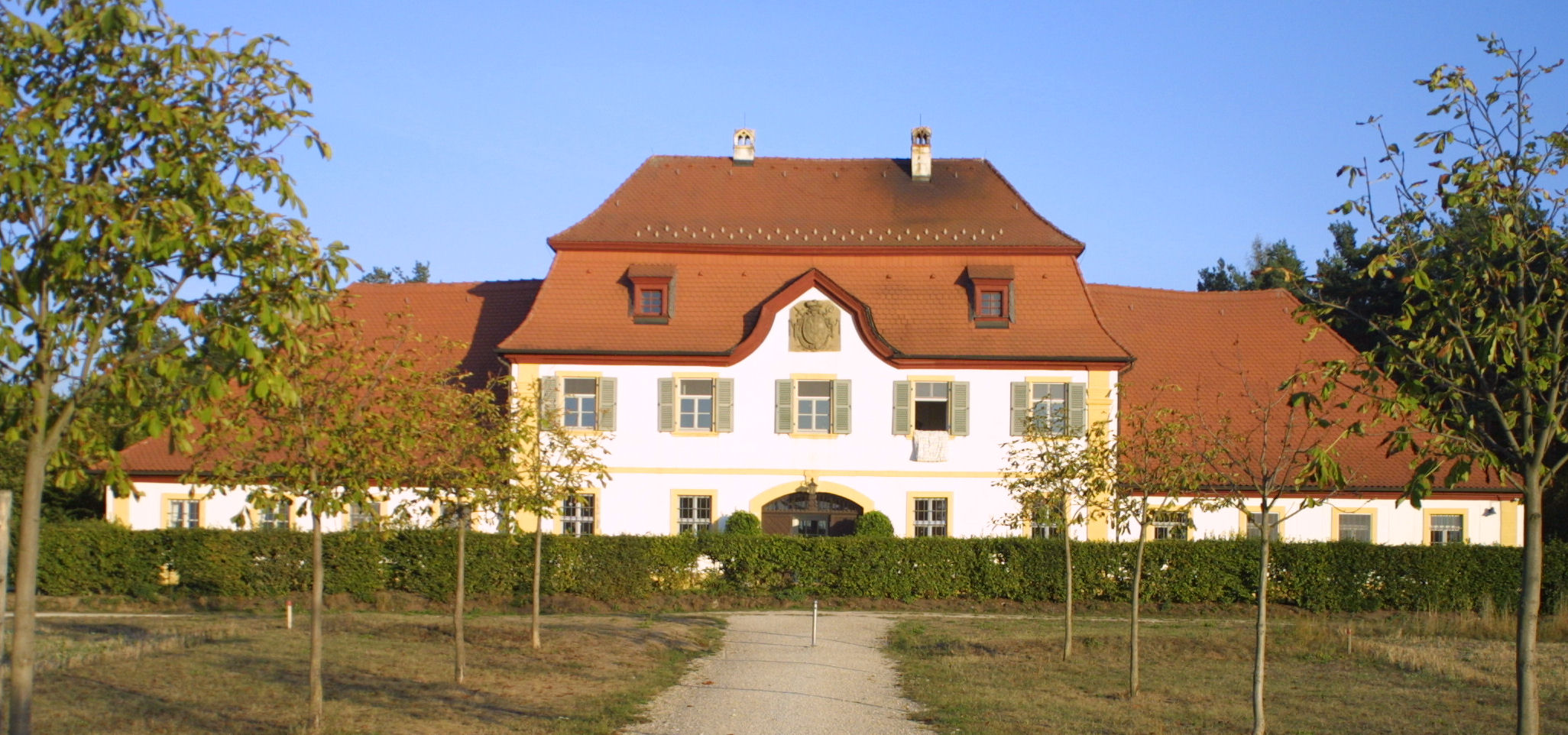
Schweizerei, von Westen weitere Bilder

### Weichendorf
| Lage                                                 | Objekt    | Beschreibung | Akten-Nr.     | Bild      |
| ---------------------------------------------------- | --------- | --- | ------------- | --------- |
| A 70, Richtung Memmelsdorf (Standort)                | Bildstock | Sandstein, kurze, ionische Säule mit doppeltem Kapitell, vierseitiger Aufsatz mit Muschelabschluss, Ende 17. Jahrhundert                        | D-4-71-159-61 | Bildstock |
| Nähe Tannenweg, am westlichen Ortsausgang (Standort) | Bildstock | Sandstein, ionische Säule mit doppeltem Kapitell, vierseitiger Aufsatz mit Muschelabschluss und bekrönendem Eisenkreuz, barock, 17. Jahrhundert | D-4-71-159-60 | Bildstock |

## Nicht mehr auffindbare Baudenkmäler
Folgende Objekte sind zwar noch in der Denkmalliste geführt, aber nicht mehr auffindbar.

| Lage | Objekt            | Beschreibung | Akten-Nr.     | Bild |
| ---- | ----------------- | --- | ------------- | ---- |
|      | Grenzstein        | Bezeichnet mit „1768“ (nicht auffindbar); nicht nachqualifiziert, im Bayerischen Denkmal-Atlas nicht kartiert                    | D-4-71-159-29 | BW   |
|      | Grenzstein        | Bezeichnet mit „1769“ (nicht auffindbar); nicht nachqualifiziert, im Bayerischen Denkmal-Atlas nicht kartiert                    | D-4-71-159-30 | BW   |
|      | Sogenannter Stein | Auf dem Grabhügel, bezeichnet mit „1751“ (nicht auffindbar); nicht nachqualifiziert, im Bayerischen Denkmal-Atlas nicht kartiert | D-4-71-159-28 | BW   |

## Ehemalige Baudenkmäler
In diesem Abschnitt sind Objekte aufgeführt, die früher einmal in der Denkmalliste eingetragen waren, jetzt aber nicht mehr. Objekte, die in anderem Zusammenhang also z. B. als Teil eines Baudenkmals weiter eingetragen sind, sollen hier nicht aufgeführt werden. Aktennummern in diesem Abschnitt sind ehemalige, jetzt nicht mehr gültige Aktennummern.

| Lage                                                              | Objekt                 | Beschreibung | Akten-Nr.     | Bild |
| ----------------------------------------------------------------- | ---------------------- | --- | ------------- | ---- |
| Memmelsdorf Filzgasse 6 (Standort)                                | Umfriedung des Gartens | Sandsteinquader, 18. Jahrhundert | D-4-71-159-3  | BW   |
| Drosendorf 200 m östlich von Drosendorf, bei der Mühle (Standort) | Bildstock              | Sogenannte Mühlmarter, Sandstein, um 1700 | D-4-71-159-26 | BW   |
| Merkendorf Austraße 11 (Standort)                                 | Bauernhaus             | Zweigeschossiger, giebelständiger Satteldachbau, Erdgeschoss mit gequaderten Eckpilastern, verputzt, Obergeschoss Fachwerk, im Kern zweite Hälfte 17. Jahrhundert, verändert Mitte 19. Jahrhundert | D-4-71-159-45 | BW   |

## Abgegangene Baudenkmäler
In diesem Abschnitt sind Objekte aufgeführt, die früher einmal in der Denkmalliste eingetragen waren, jetzt aber nicht mehr existieren, z. B. weil sie abgebrochen wurden. Aktennummern in diesem Abschnitt sind ehemalige, jetzt nicht mehr gültige Aktennummern.

| Lage                                    | Objekt  | Beschreibung                                                                                                   | Akten-Nr.     | Bild    |
| --------------------------------------- | ------- | --- | ------------- | ------- |
| Weichendorf Klosterstraße 14 (Standort) | Althaus | Eingeschossiger, giebelständiger Mansardhalbwalmdachbau, massiv und Fachwerk, verputzt, Anfang 19. Jahrhundert | D-4-71-159-58 | Althaus |